# Biserica Sfinții Arhangheli din Miluani
Biserica Sfinții Arhangheli este un monument istoric aflat pe teritoriul satului Miluani; comuna Hida.

## Localitatea
Miluani (în maghiară Milvány) este un sat în comuna Hida din județul Sălaj, Transilvania, România. Menționat pentru prima dată în anul 1320, cu denumirea Miluad.

## Biserica
Biserica din Miluani, a fost construită la începutul secolului XVI, din blocuri mari de piatră (pereții au o grosime de 0.8-1 m). La început a fost mică, dreptunghiulară, acoperită cu șindrilă și nu a fost pictată, doar împodobită cu icoane. După mai multe restaurări, ultima între anii 2007-2008, s-a ajuns la forma actuală. Iconostasul vechi a fost înlocuit în 1962 și se află în muzeul satului. Biserica are 2 clopote, cel vechi a fost turnat în 1627.

## Vezi și
- Miluani, Sălaj

## Imagini din exterior

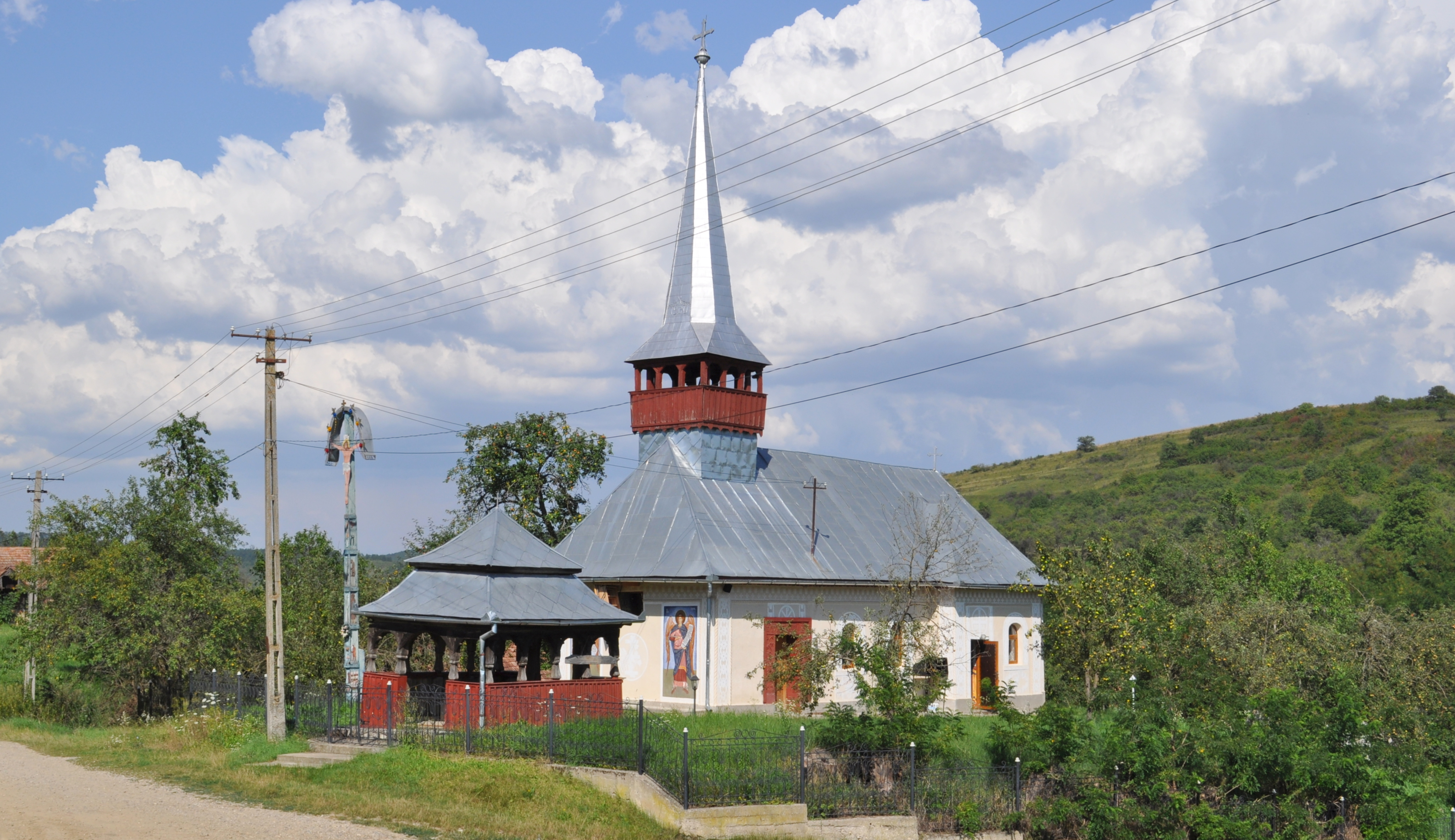
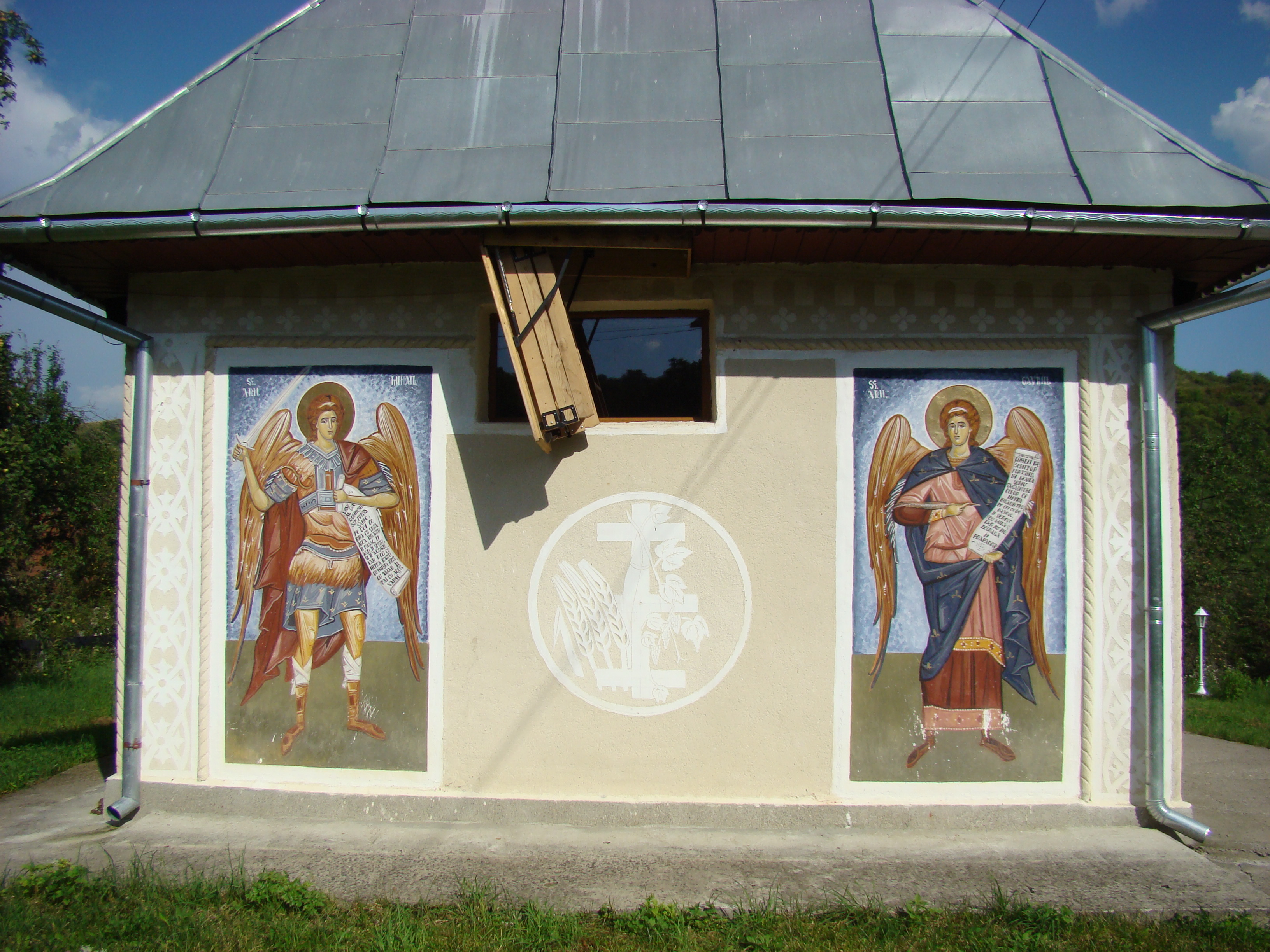
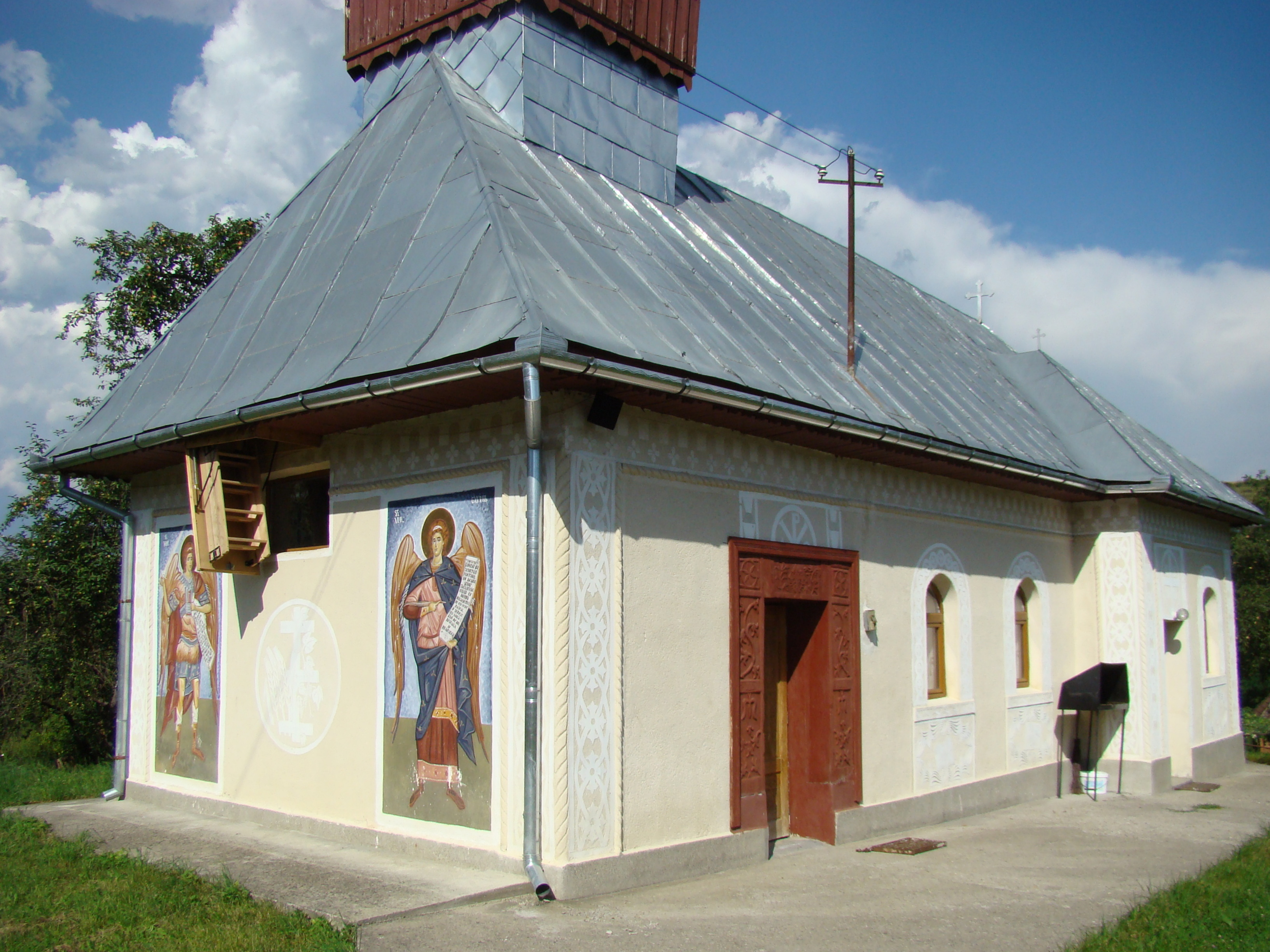
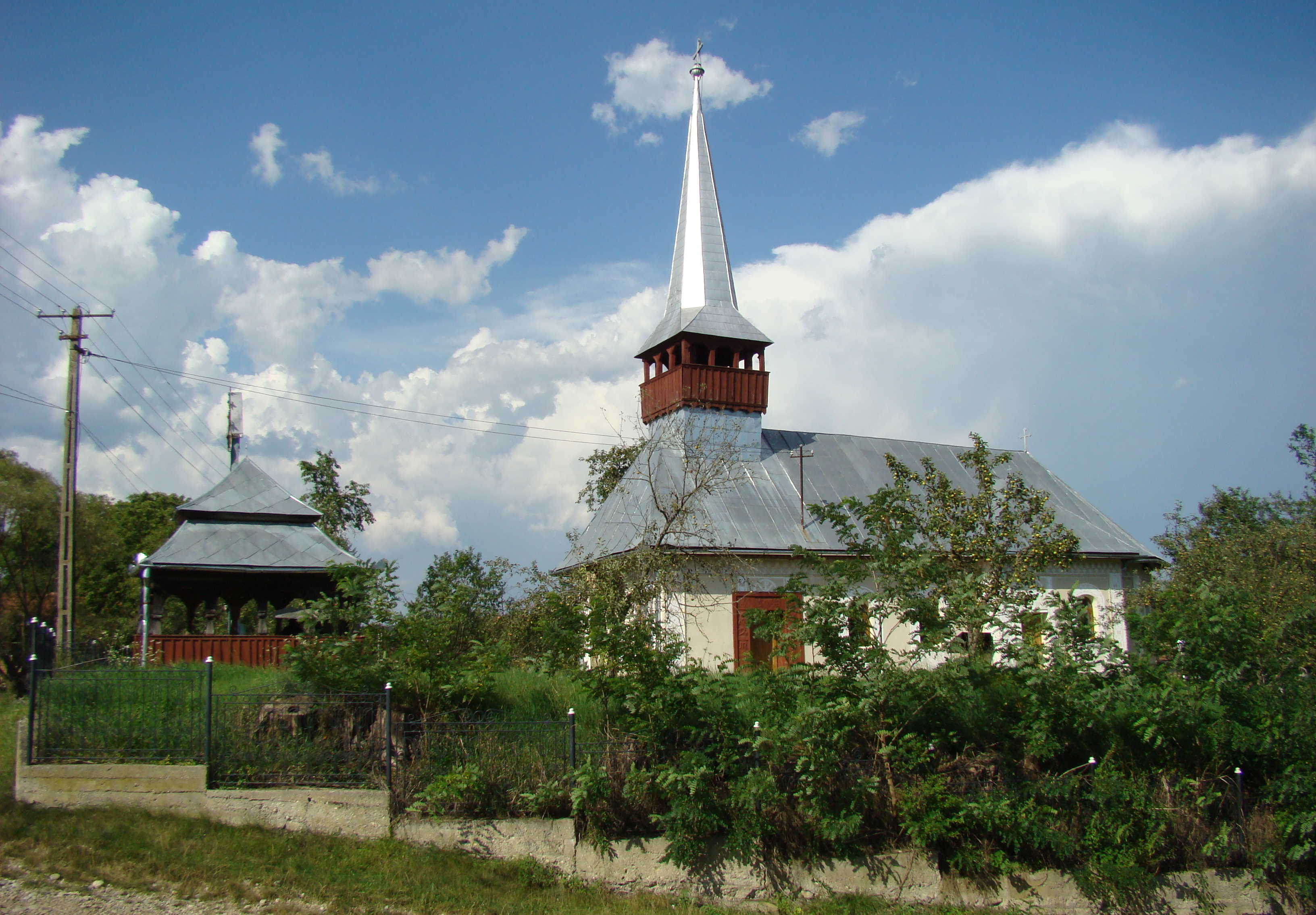
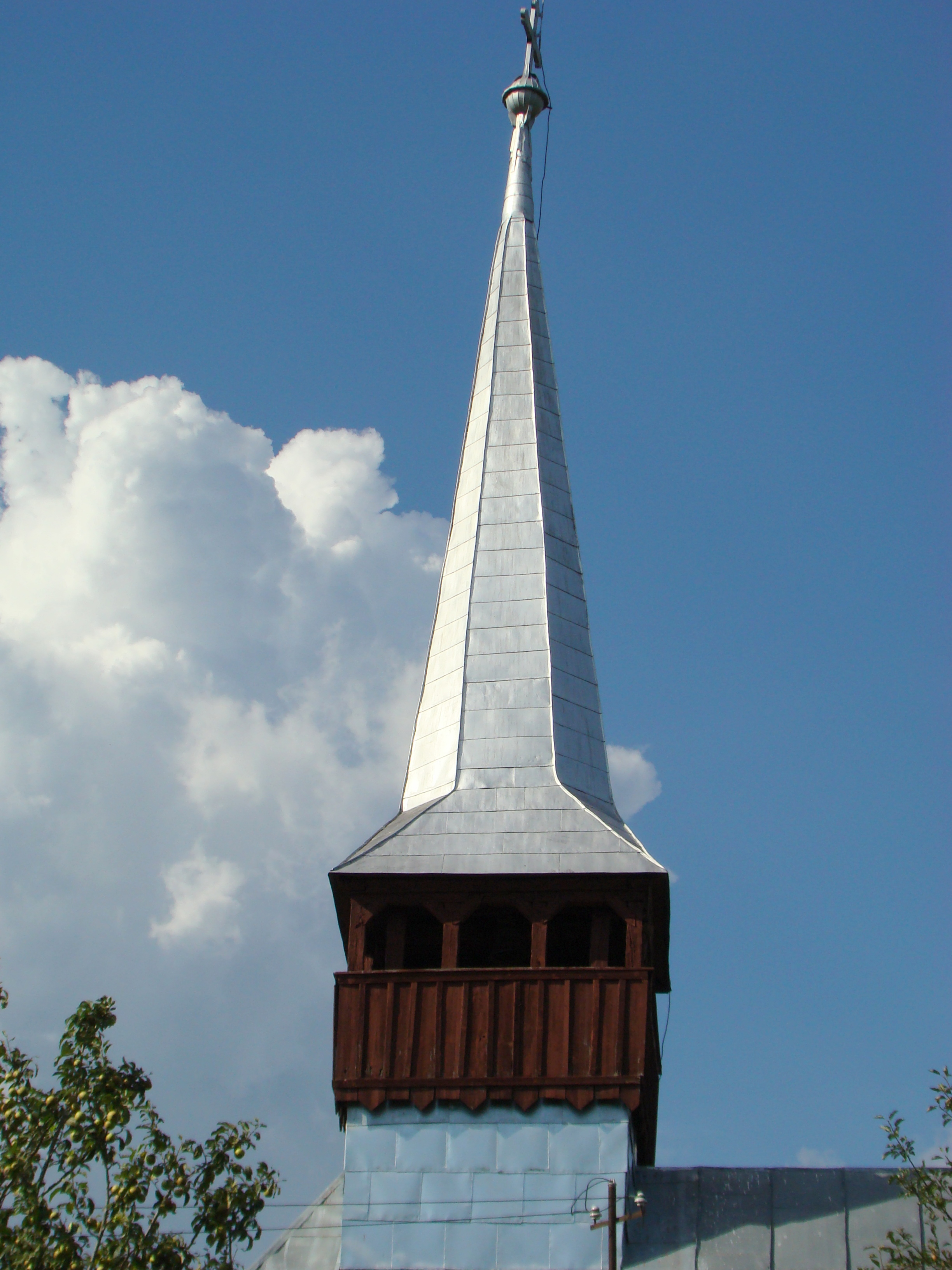
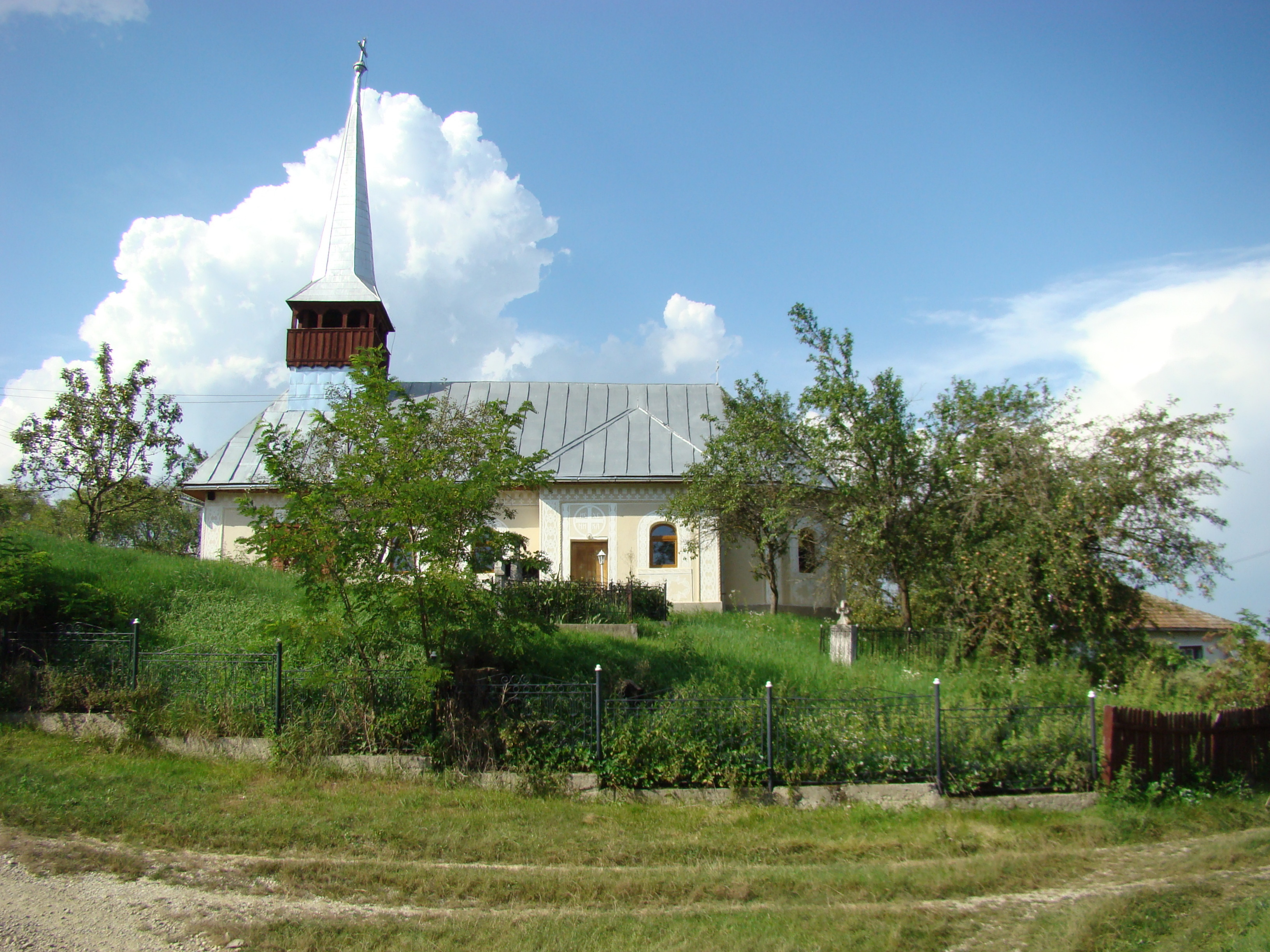
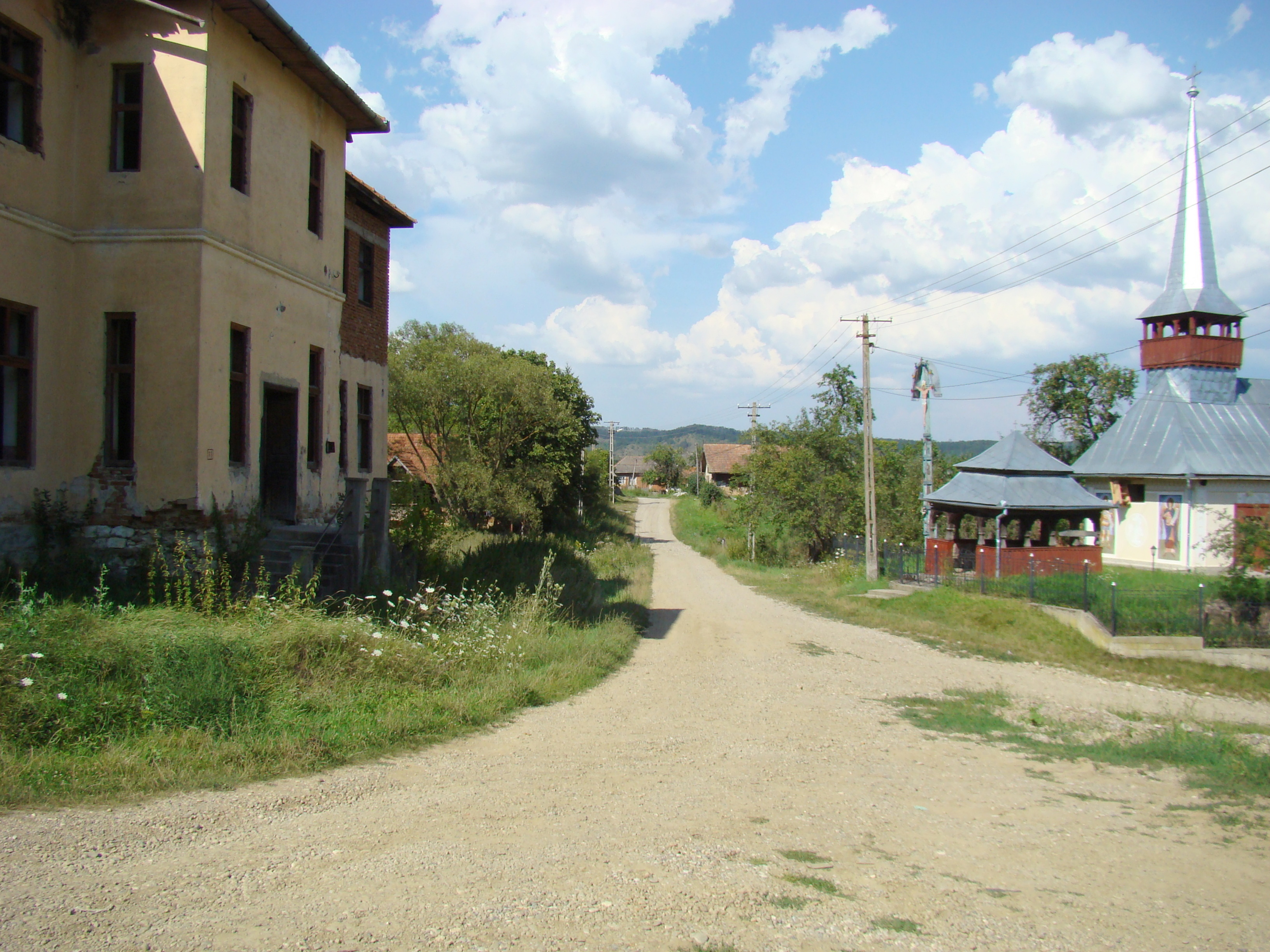
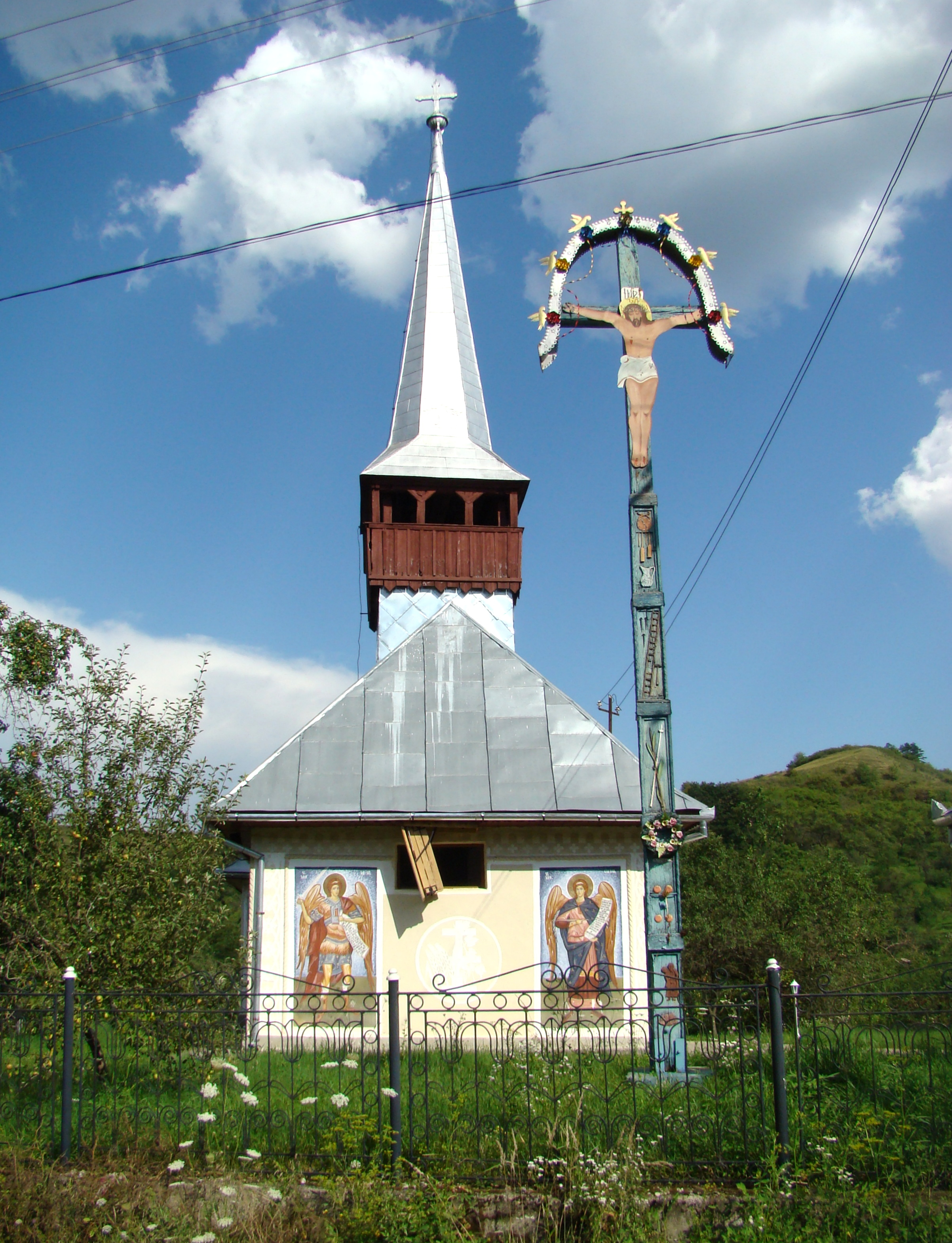
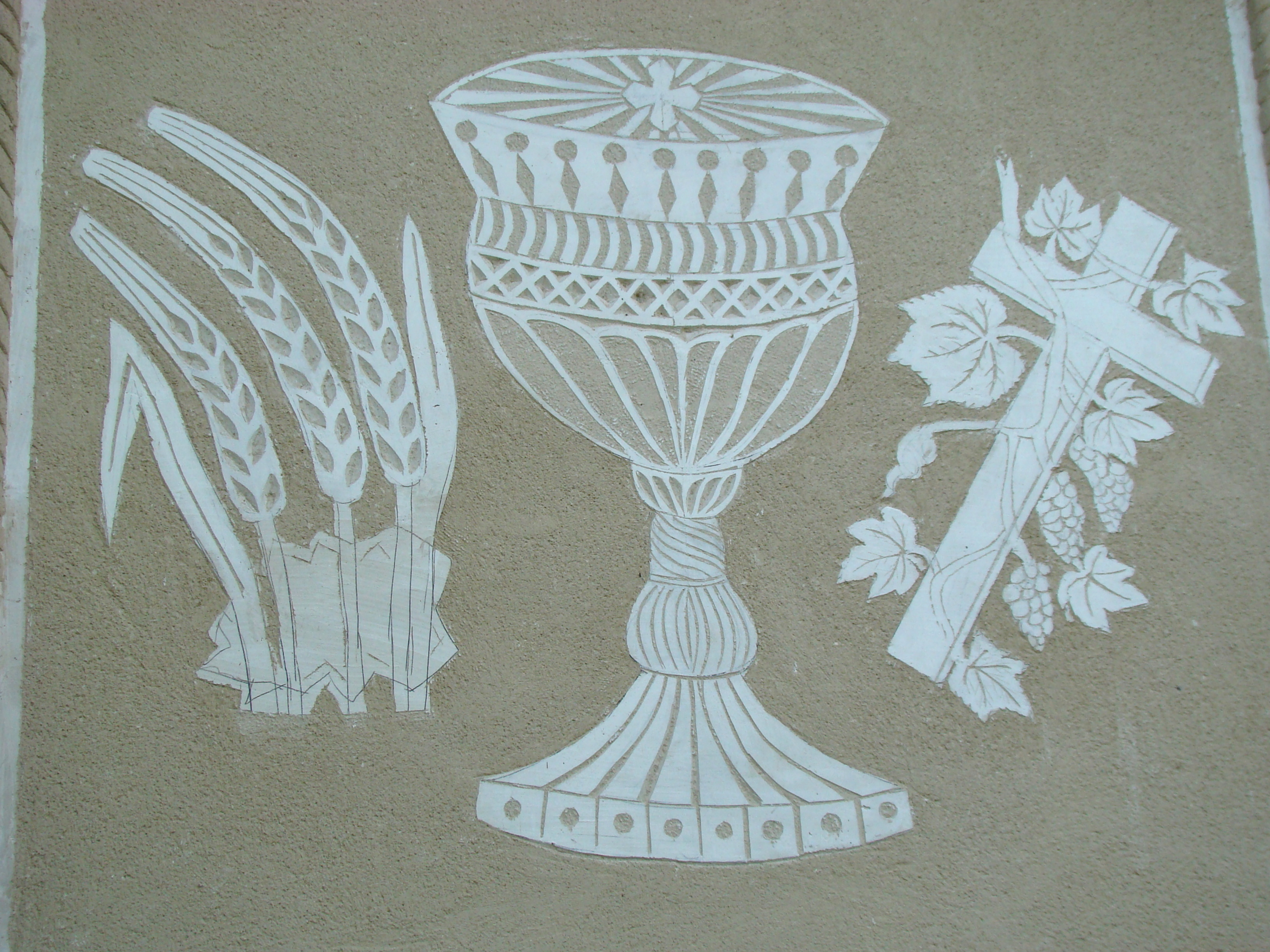
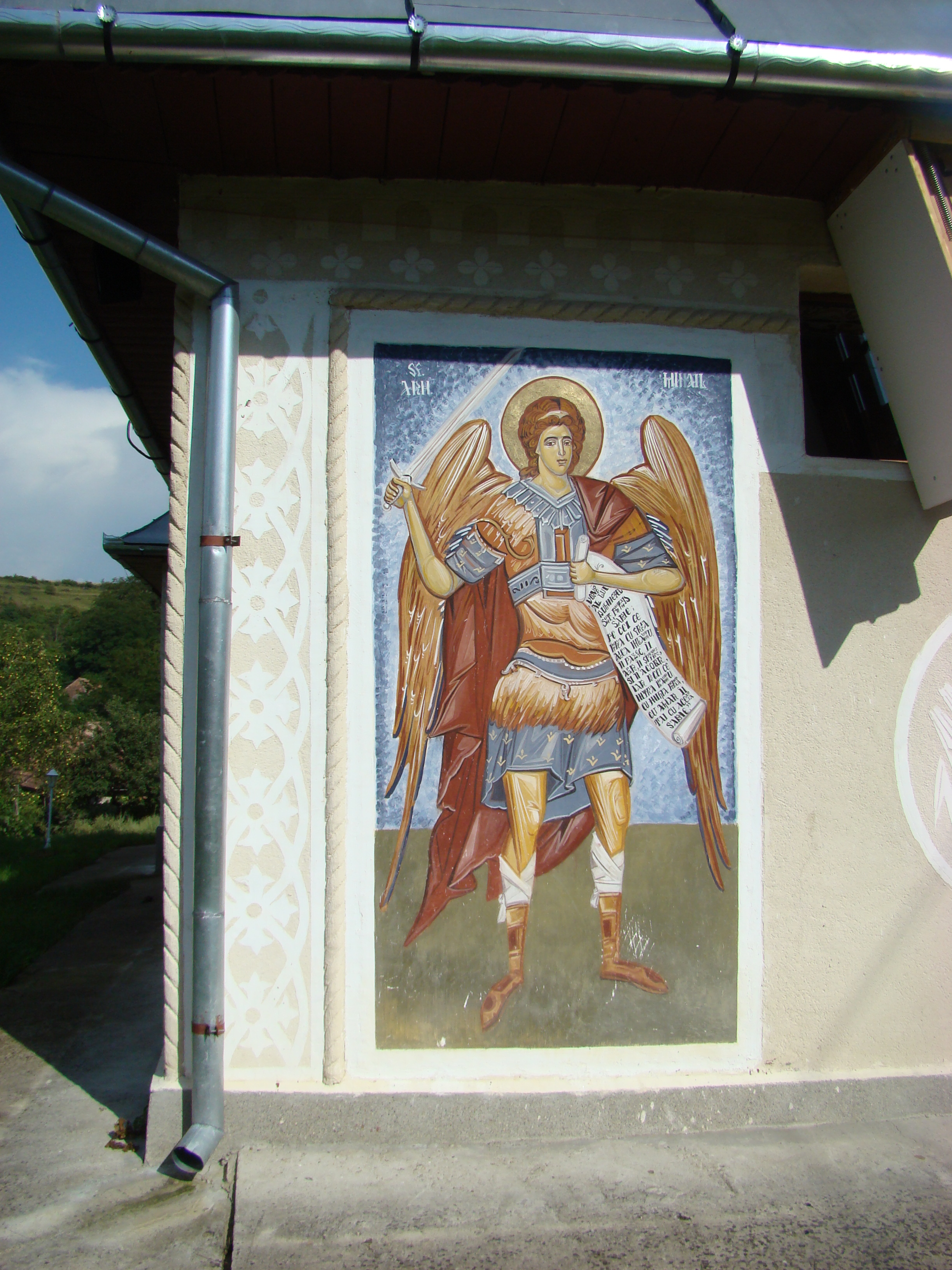
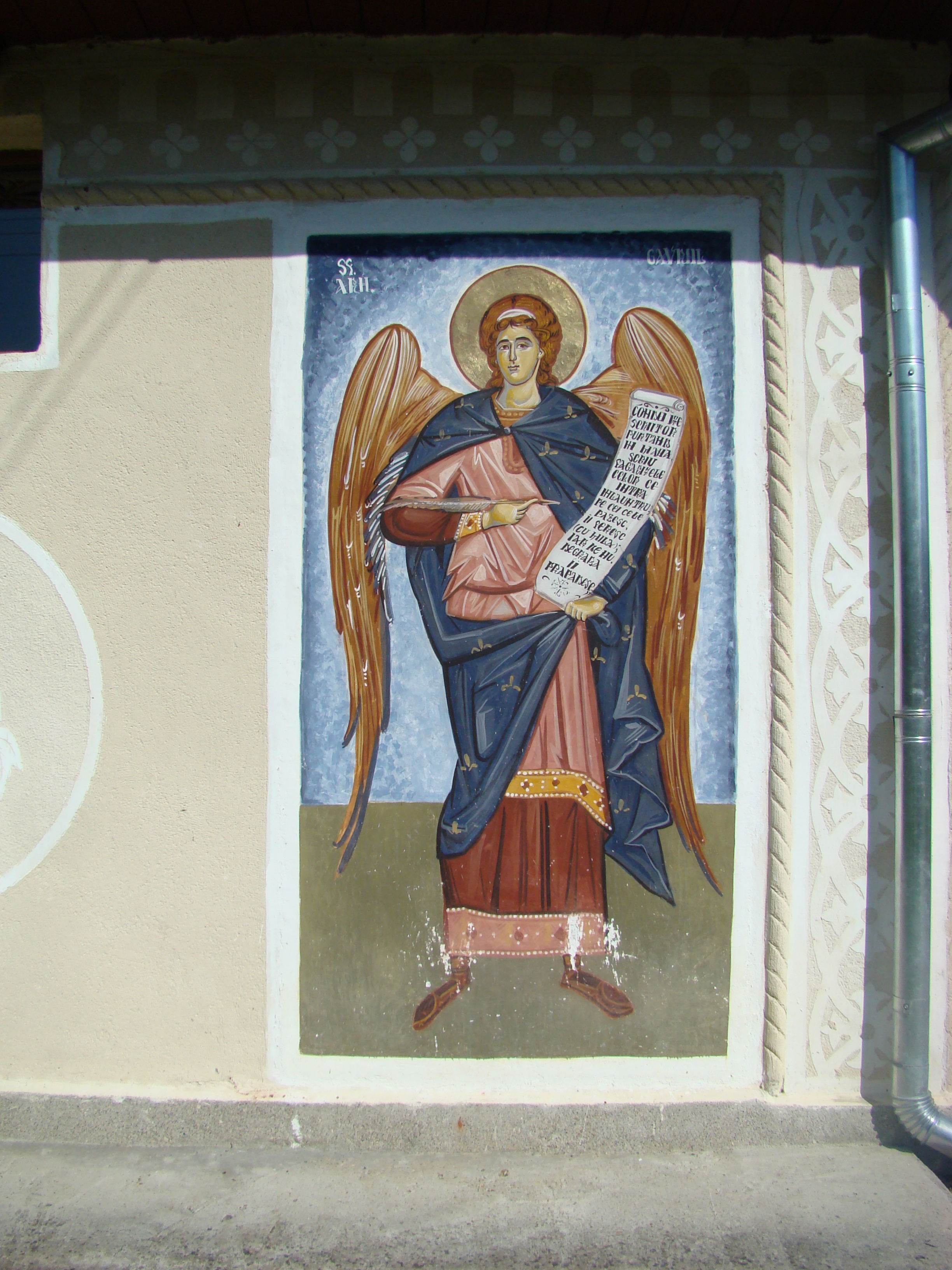
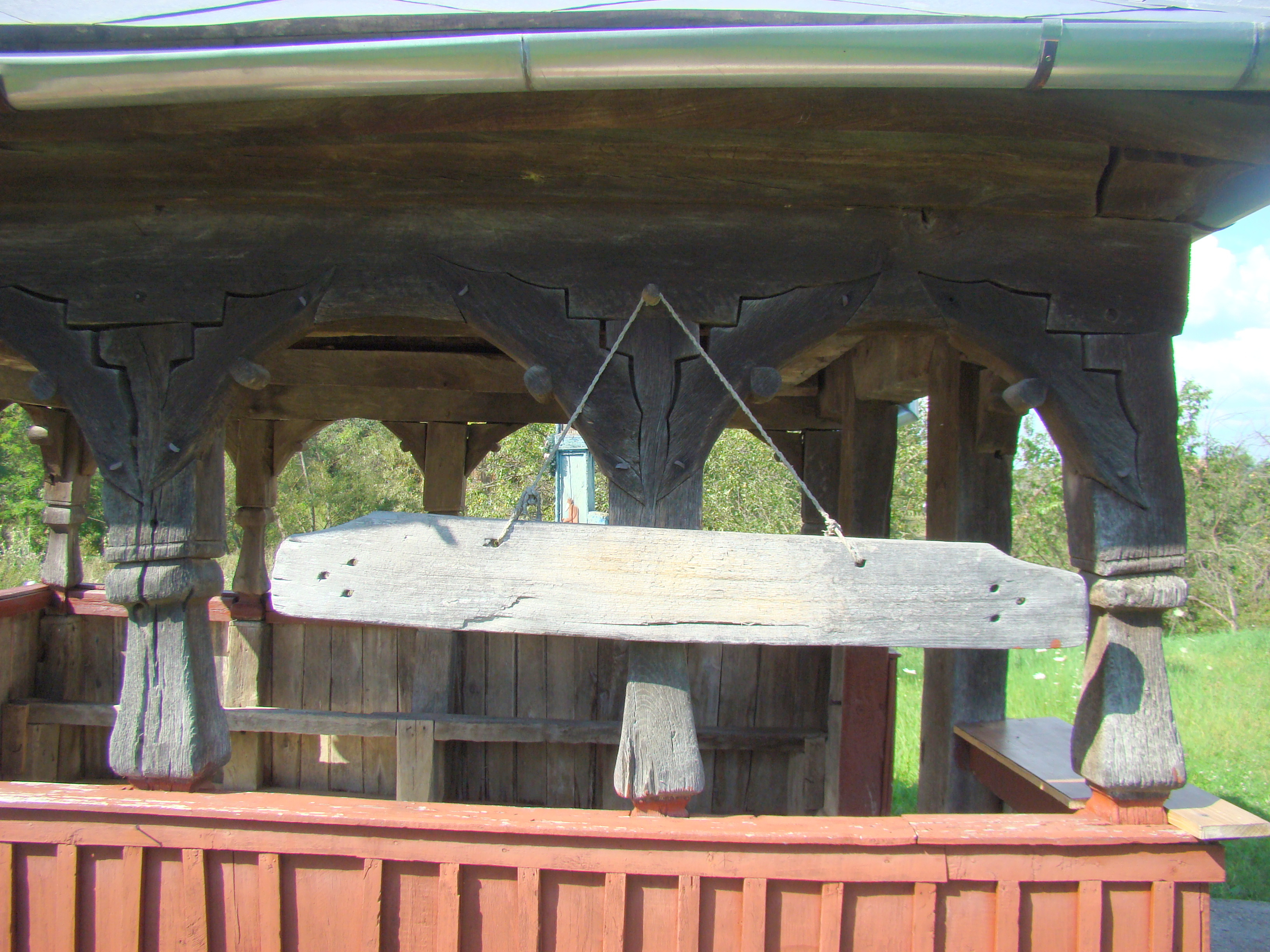
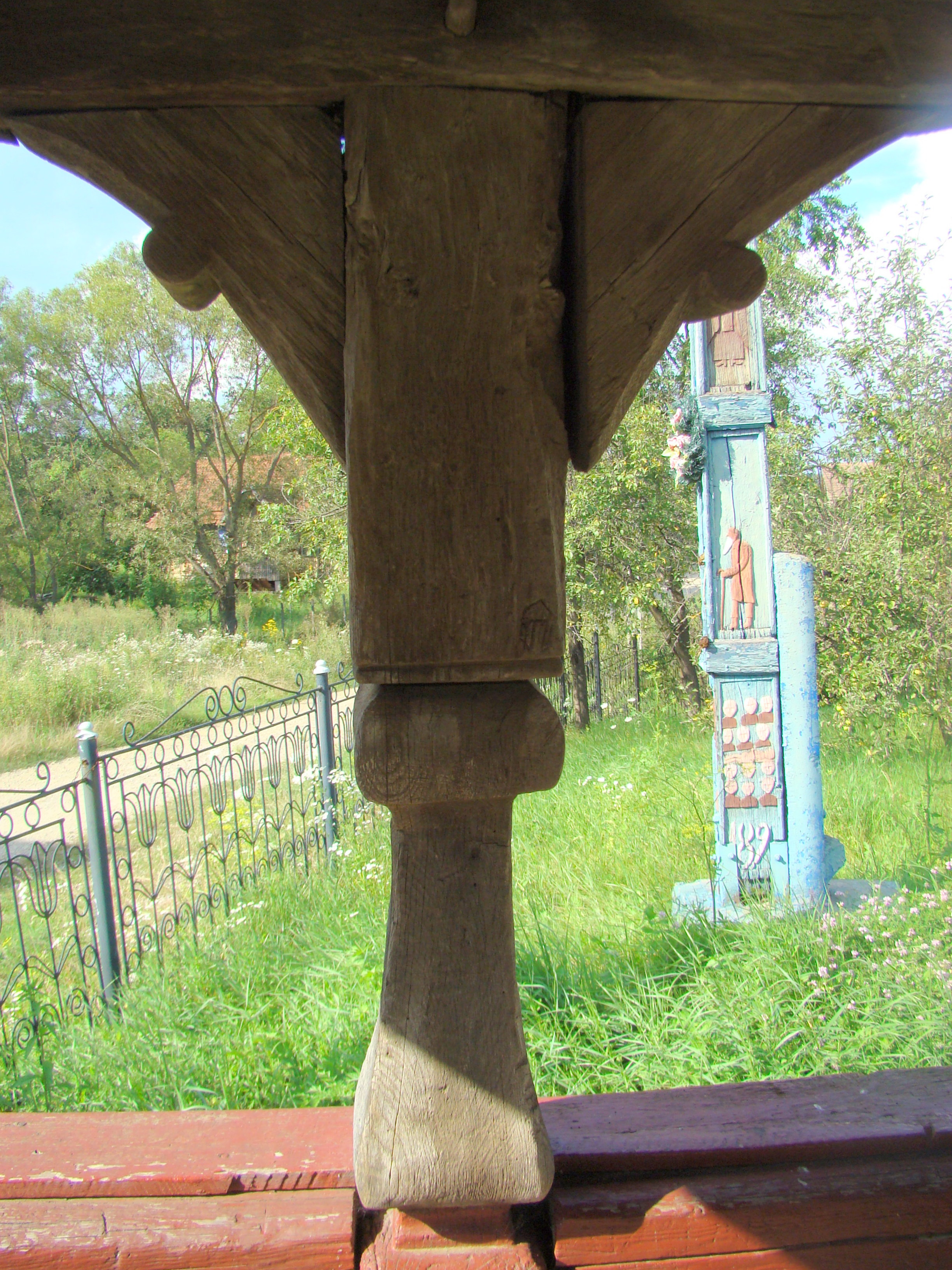
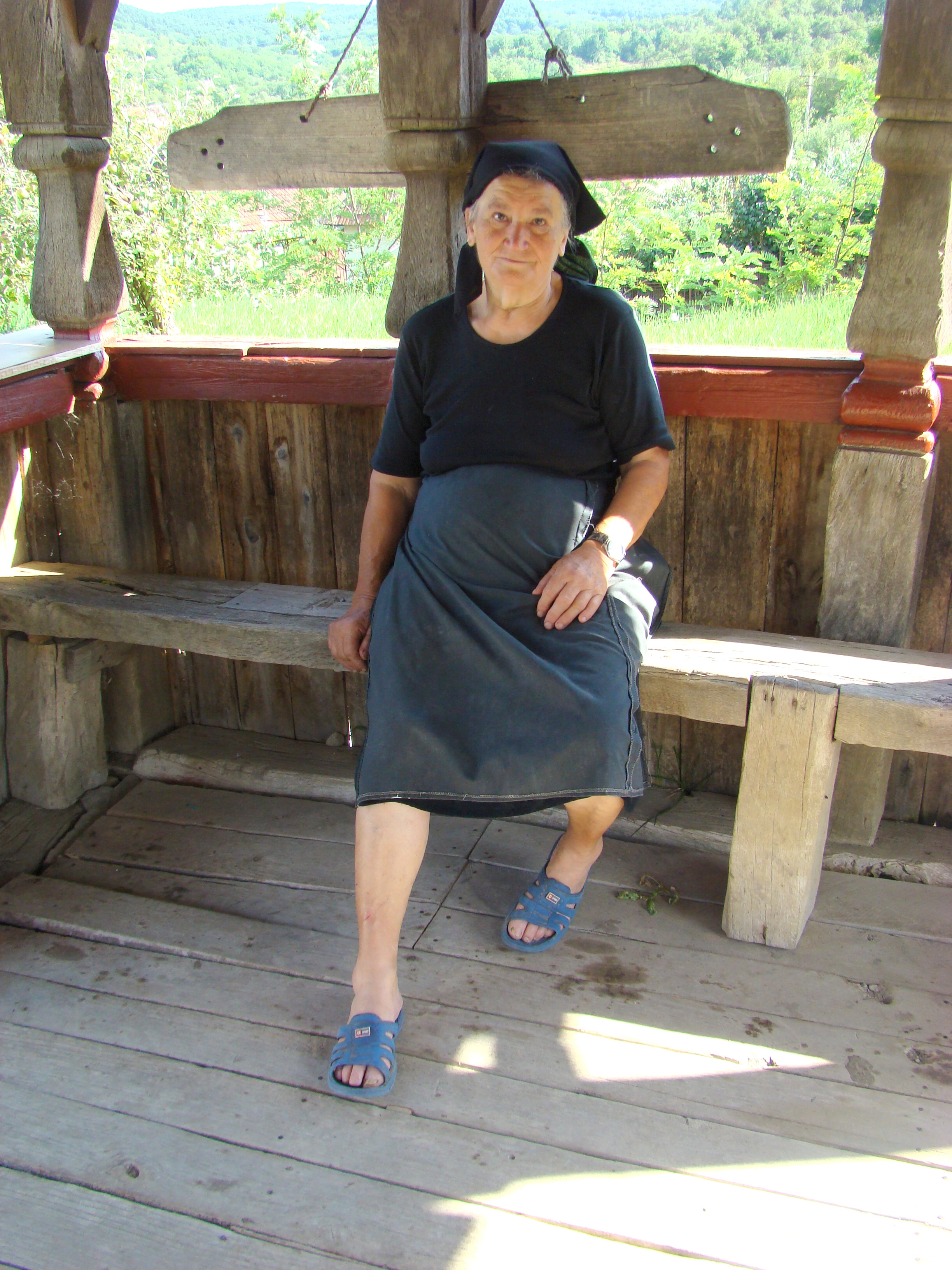
„Sfătoaia” de la biserica din Miluani: Petruș Florica
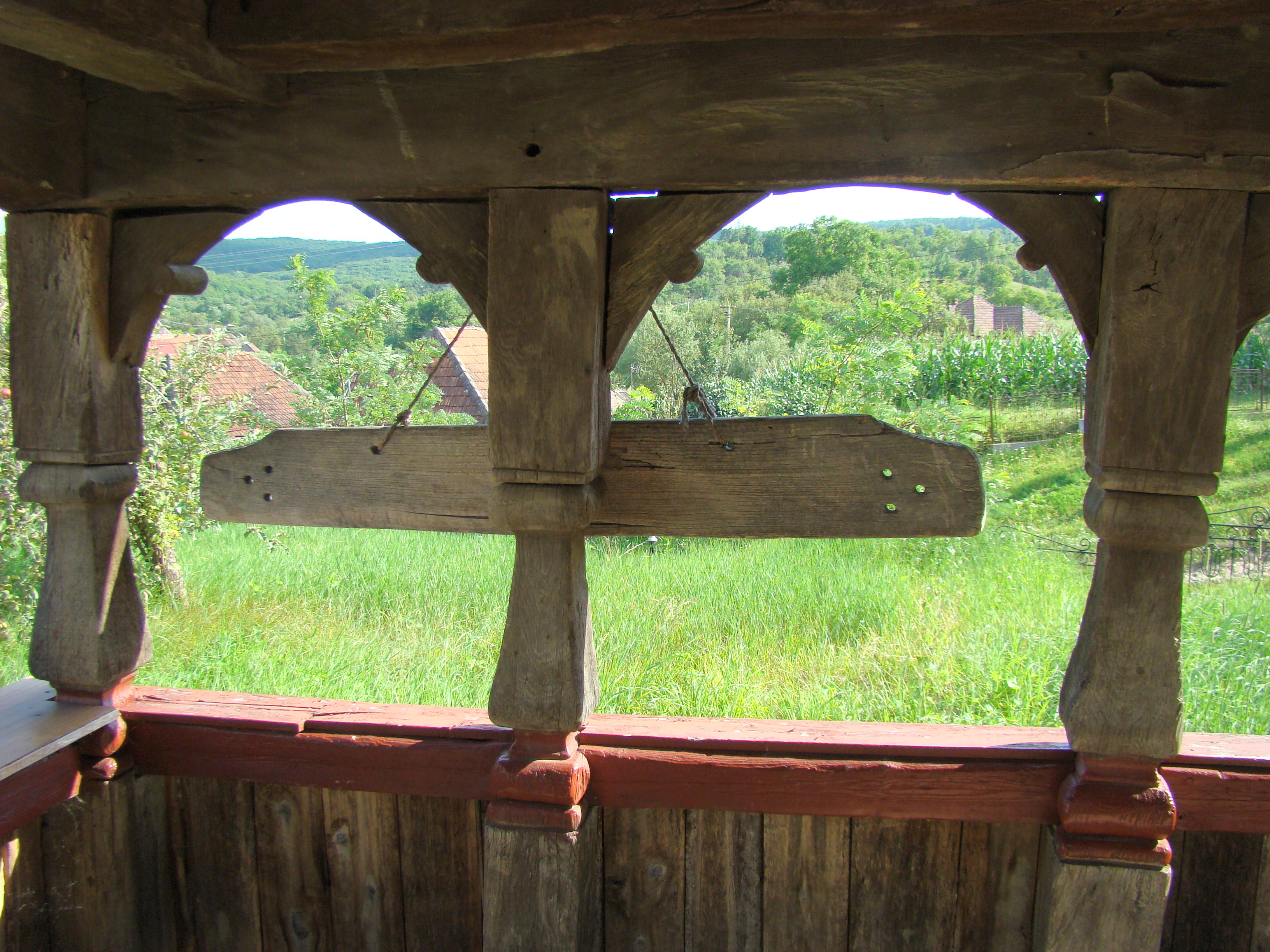
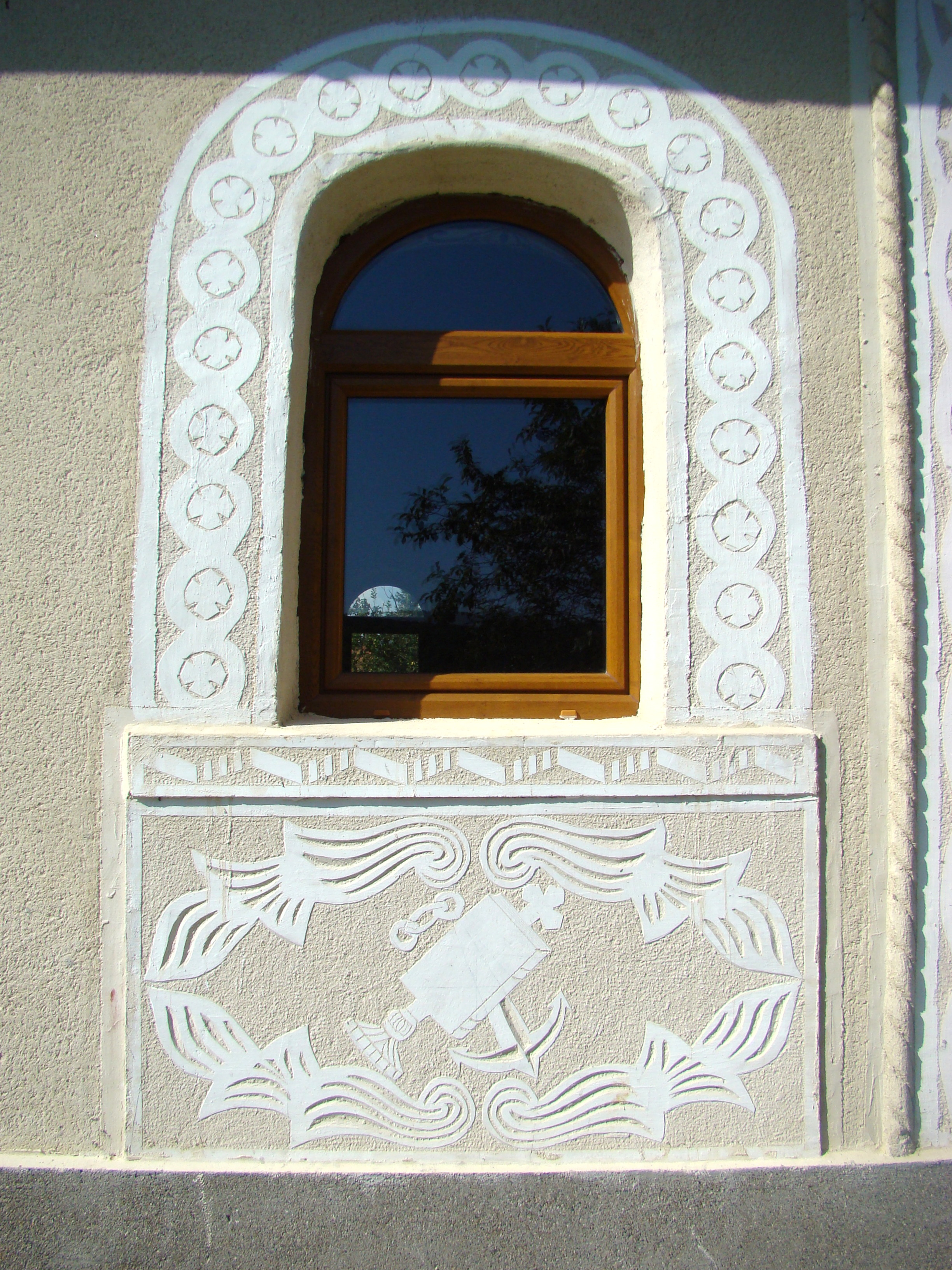
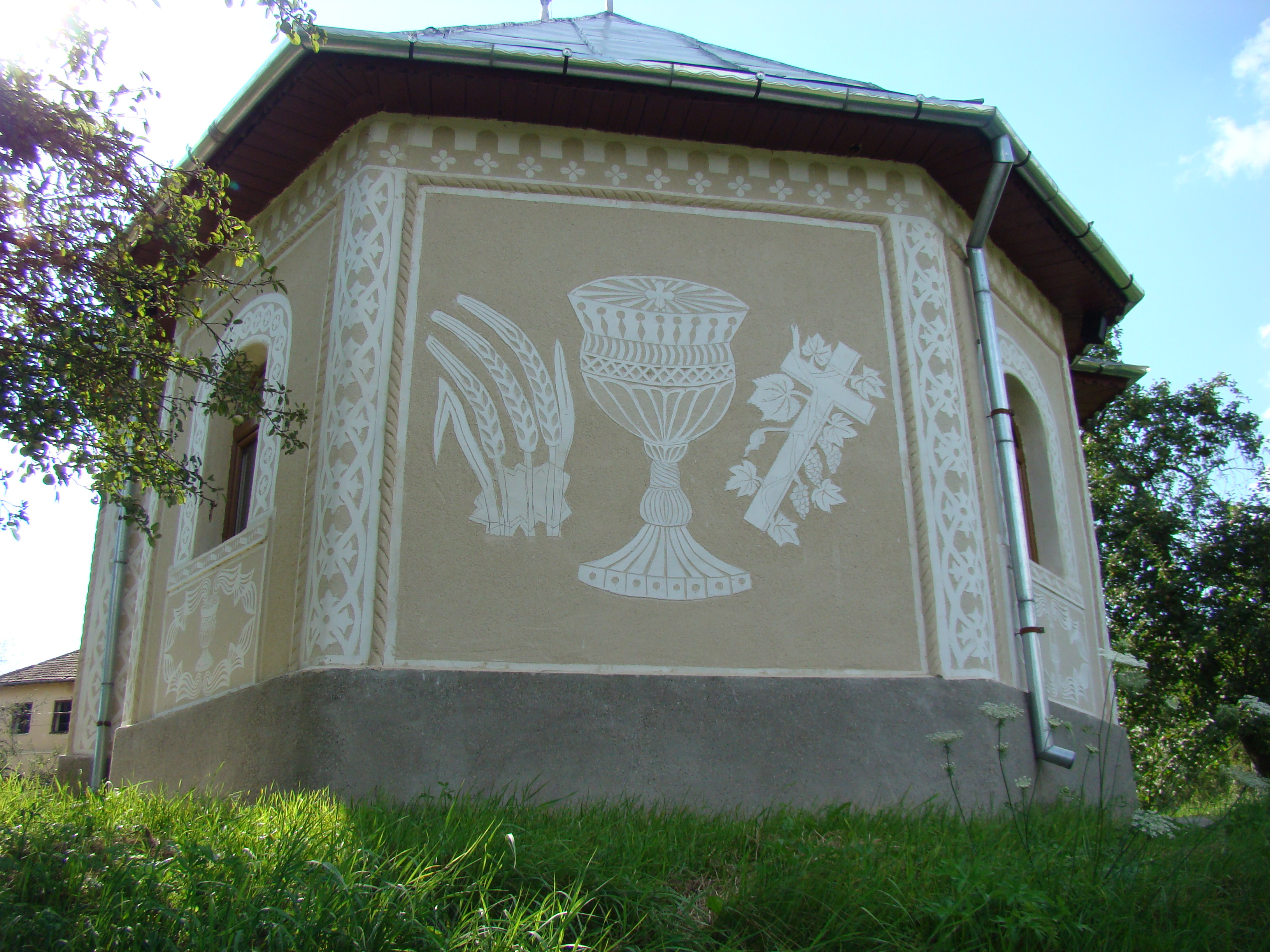
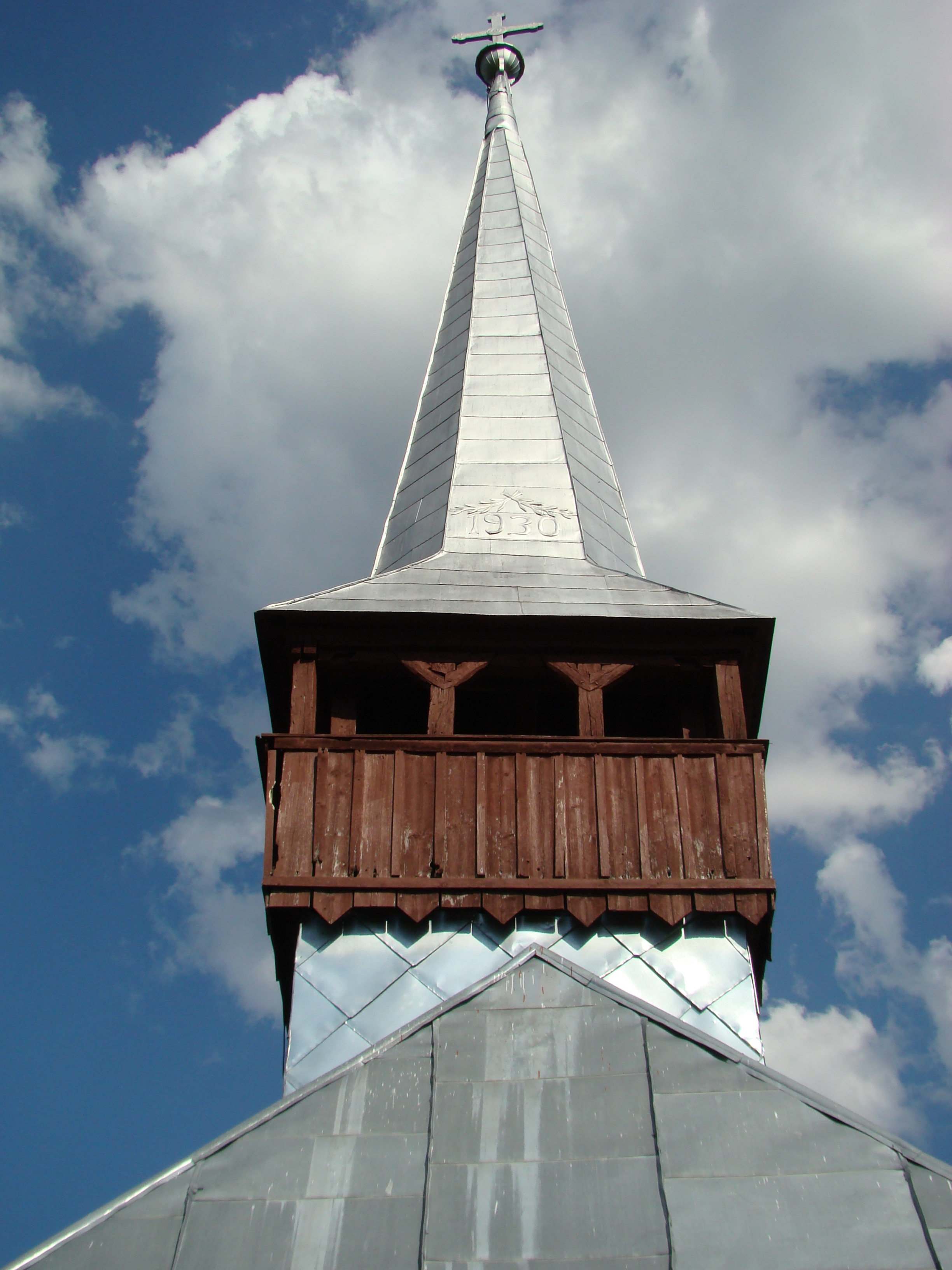
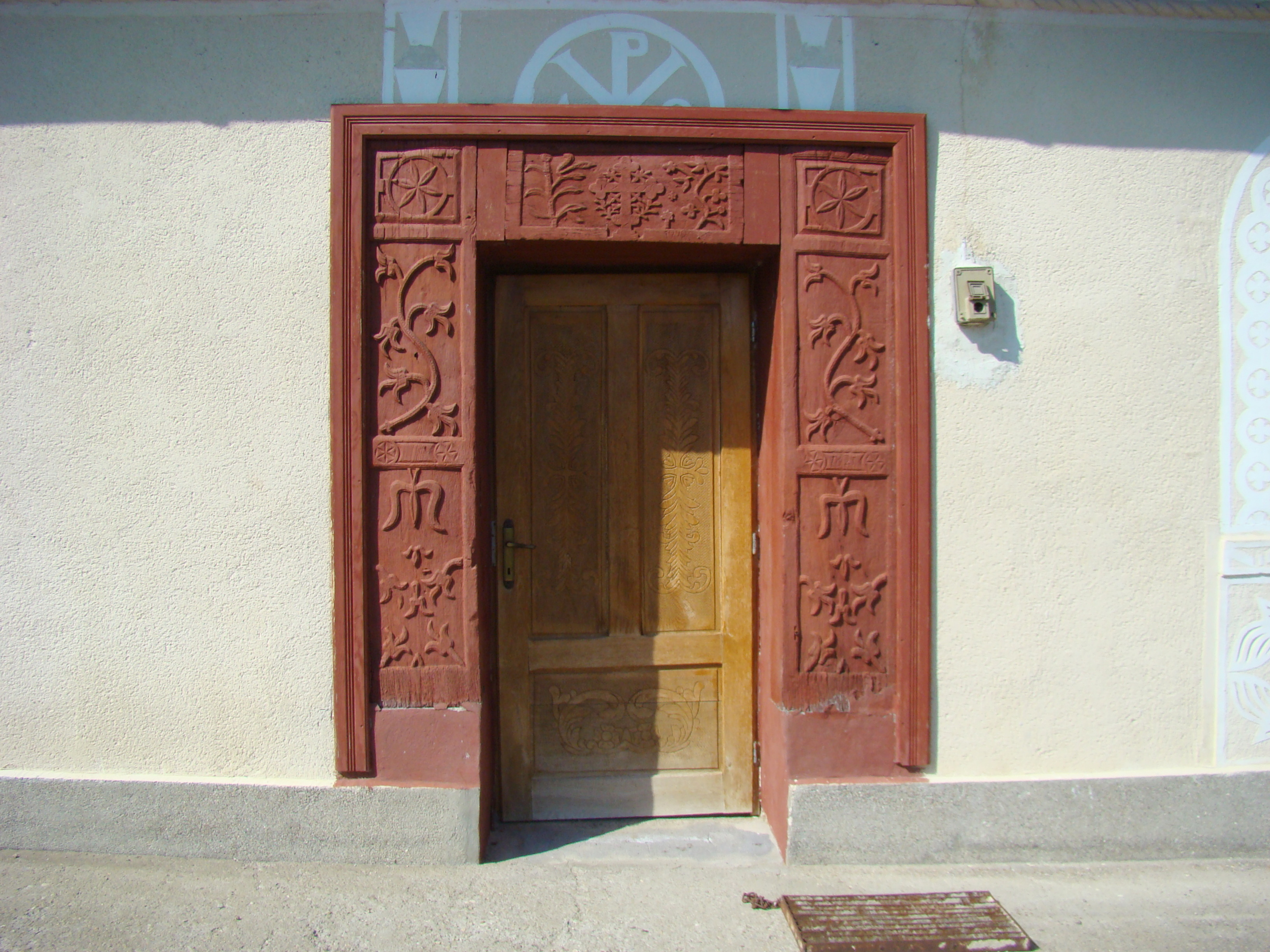
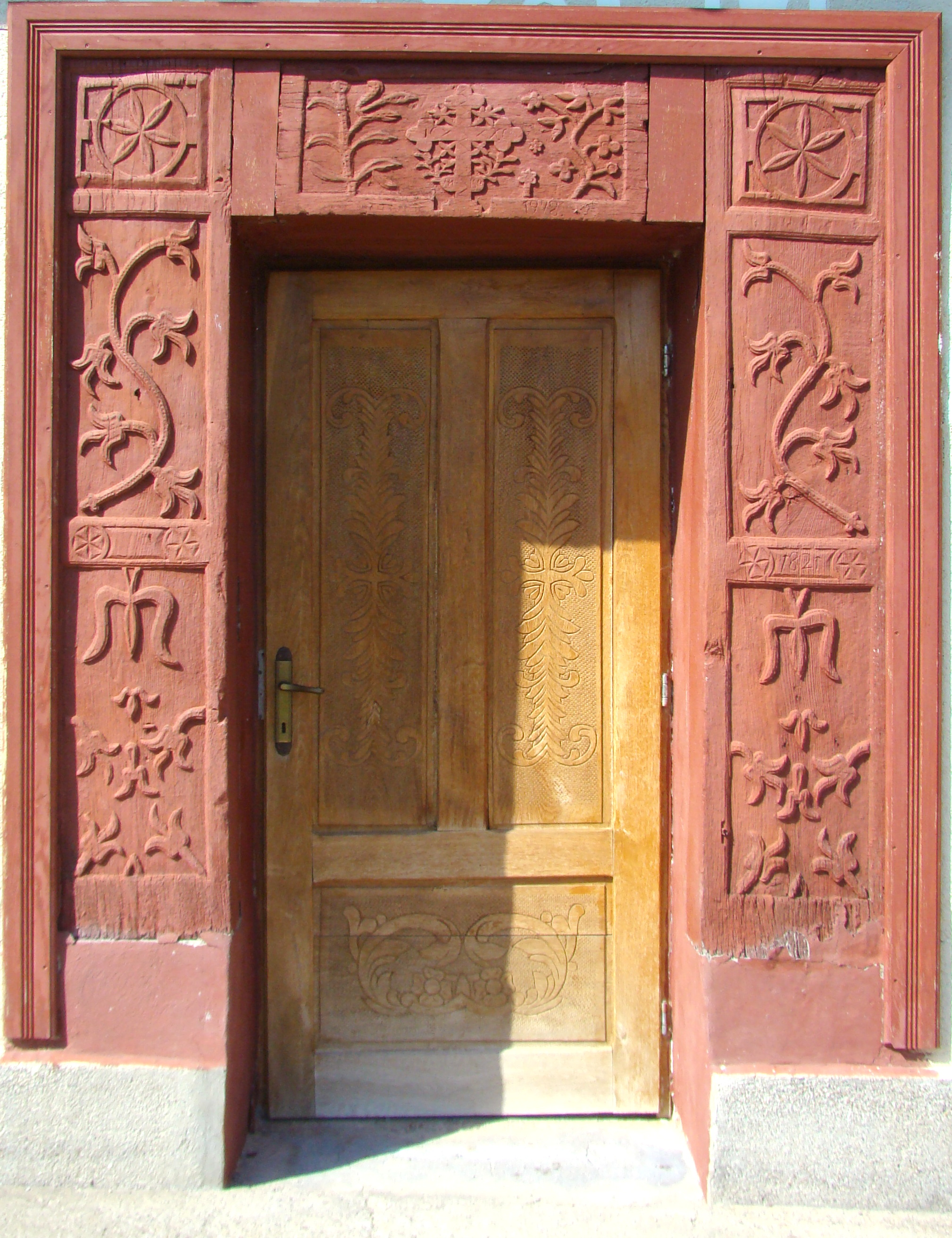
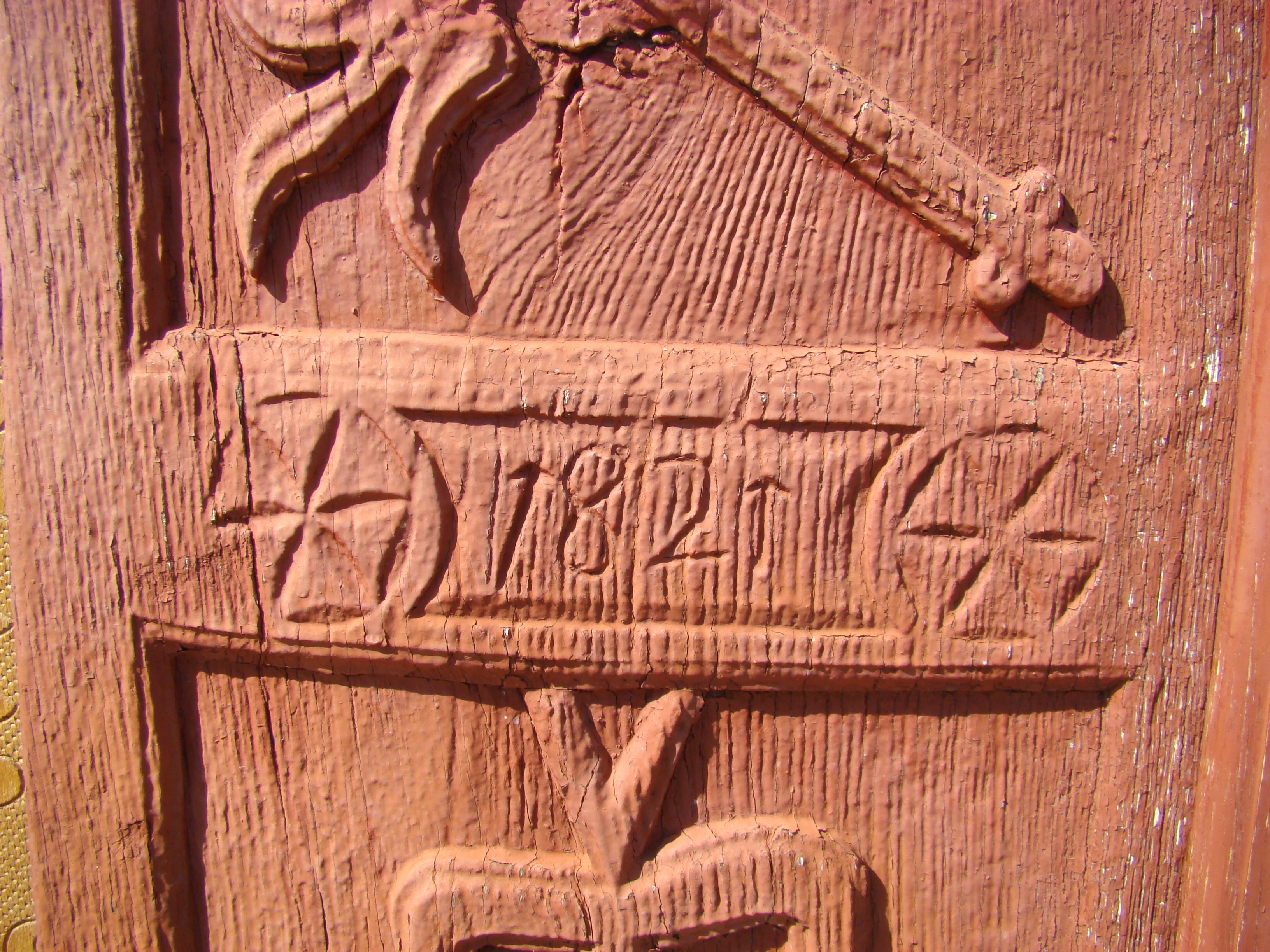
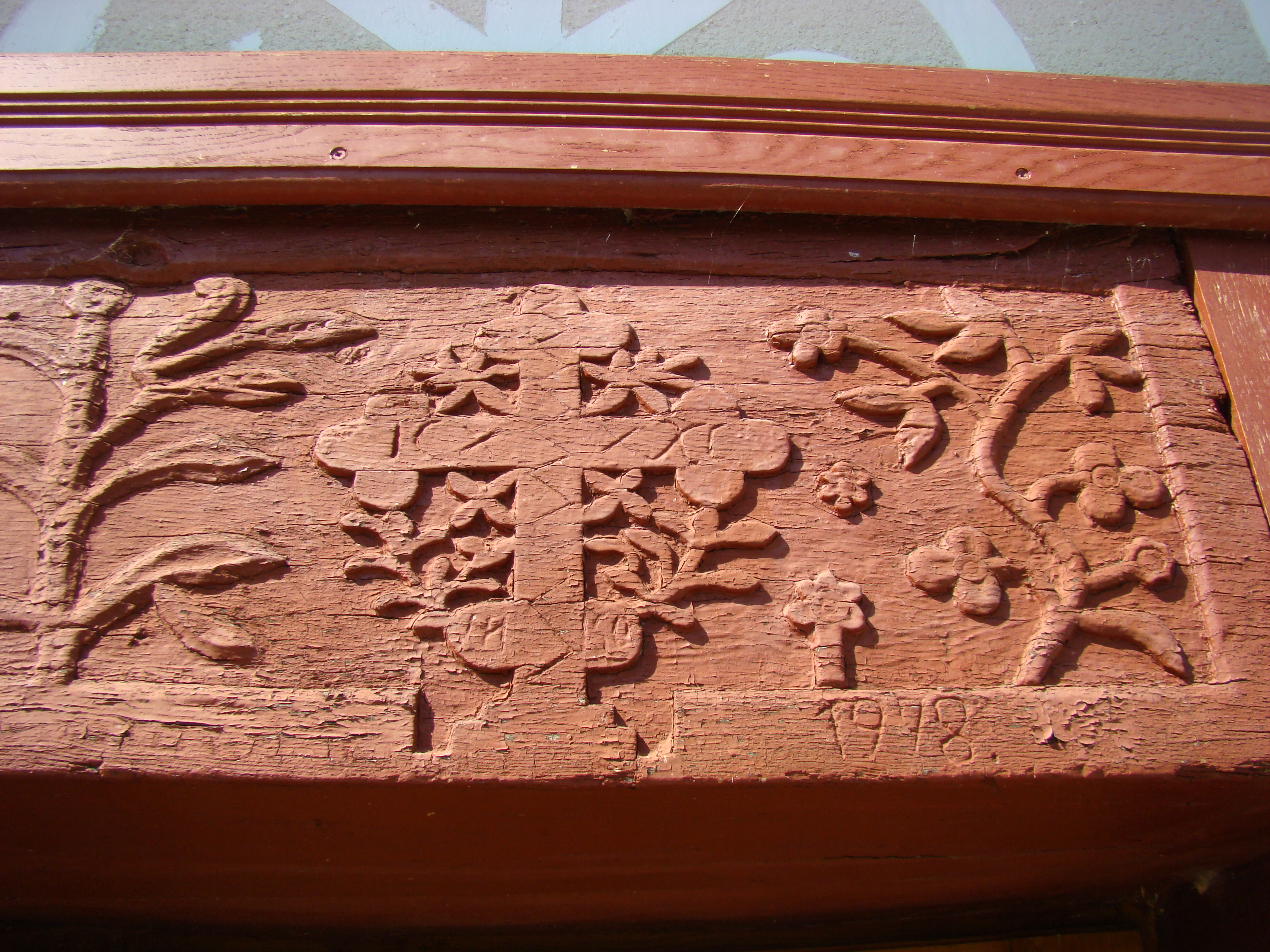
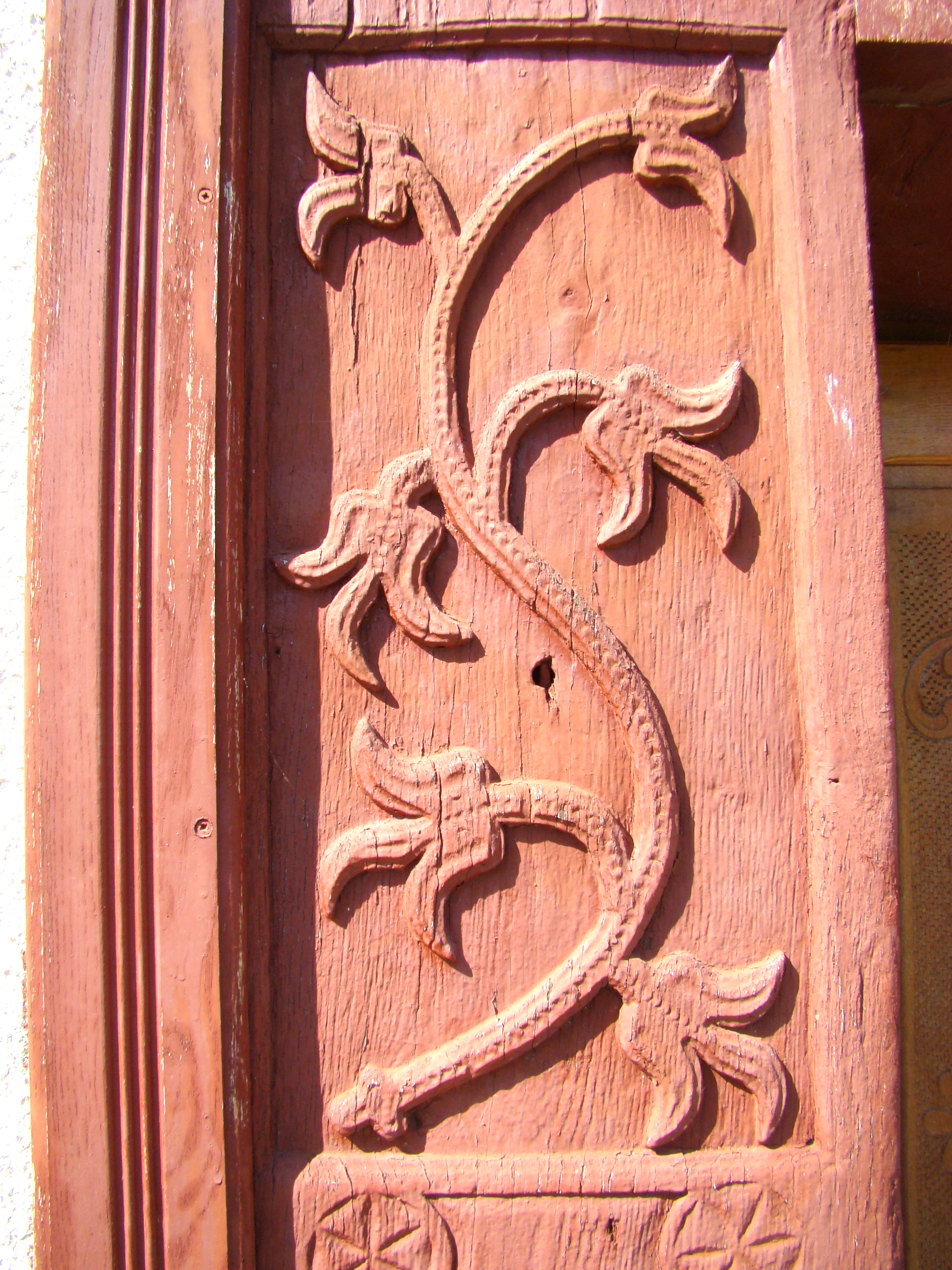
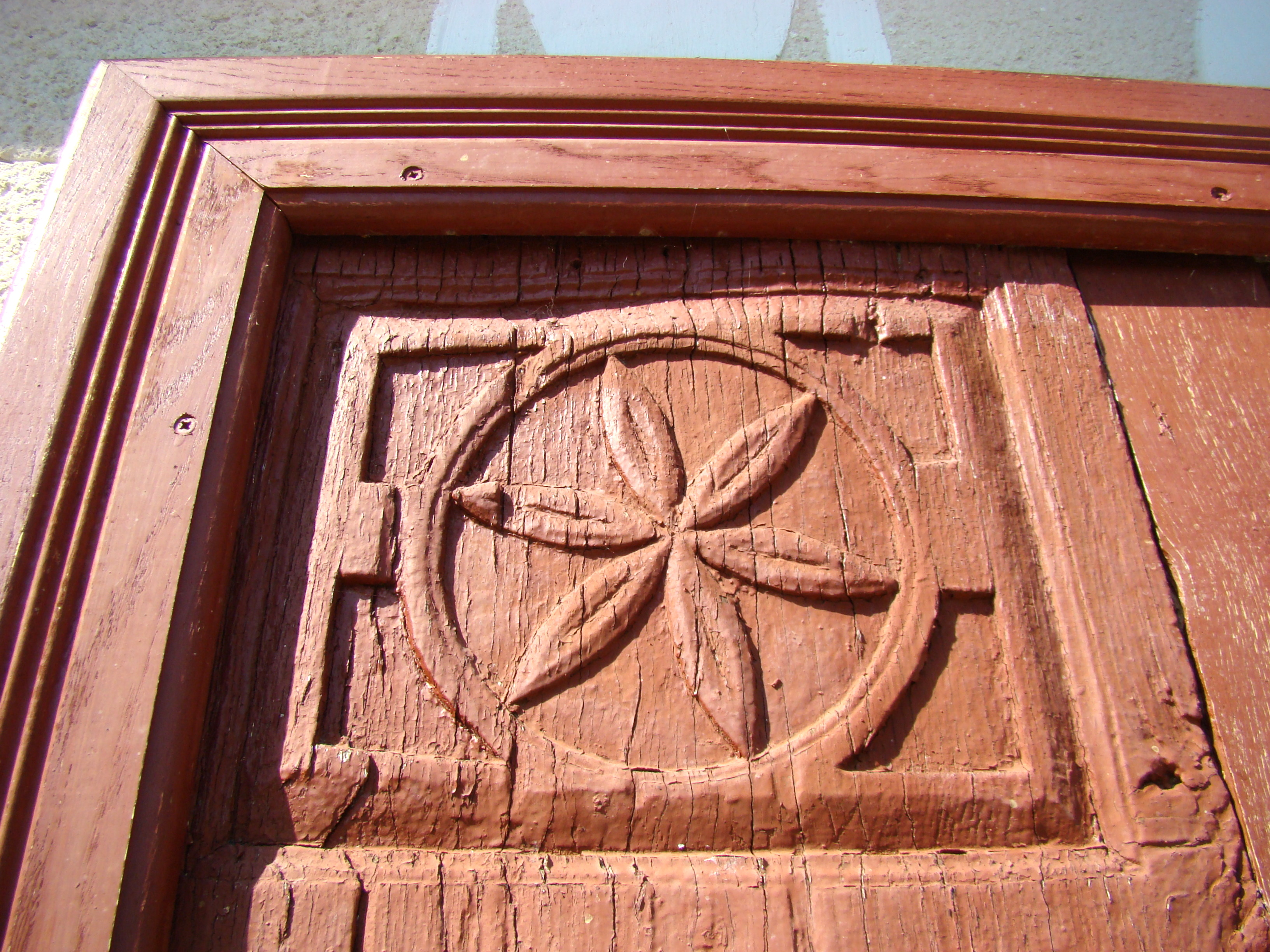
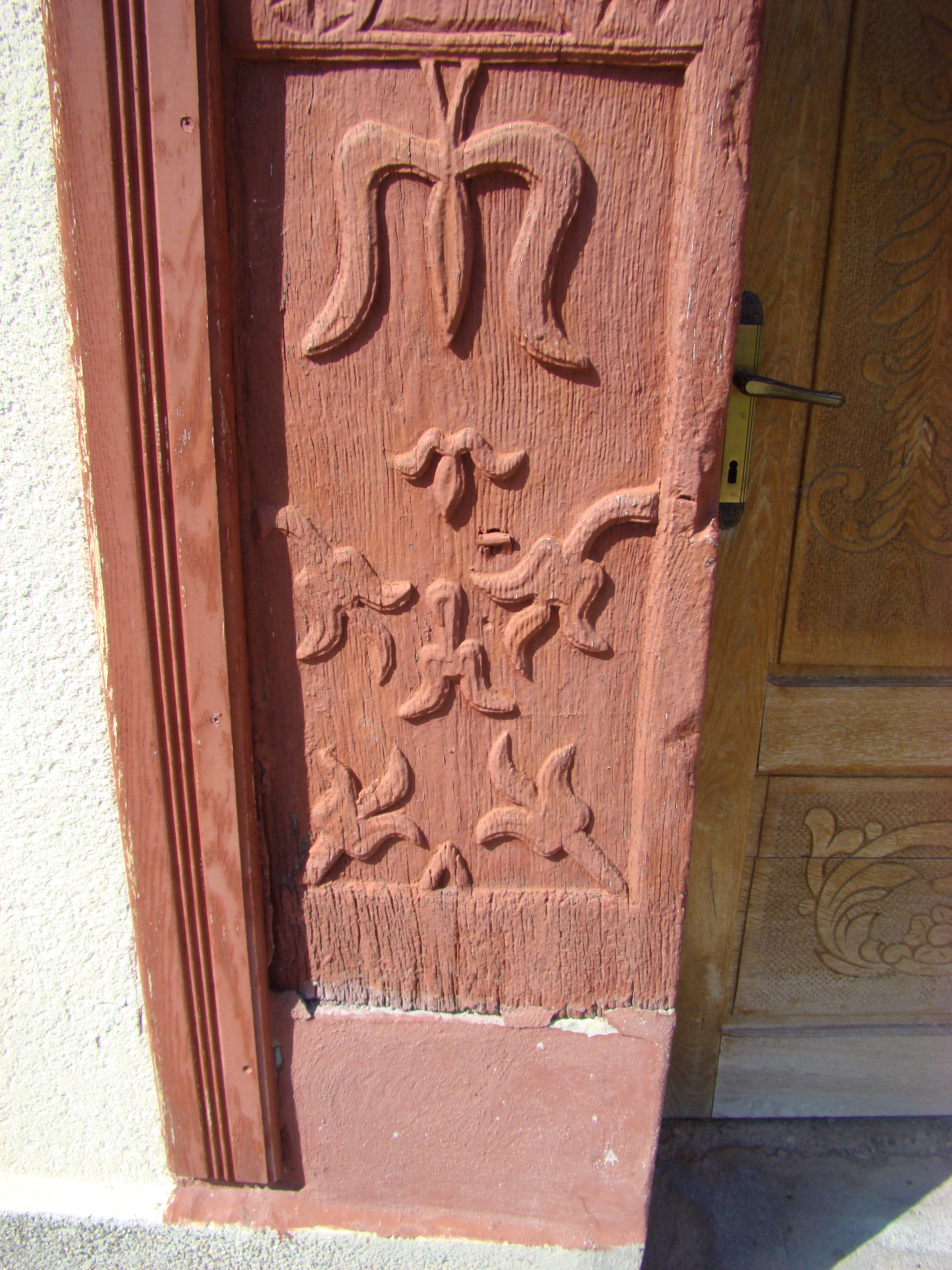
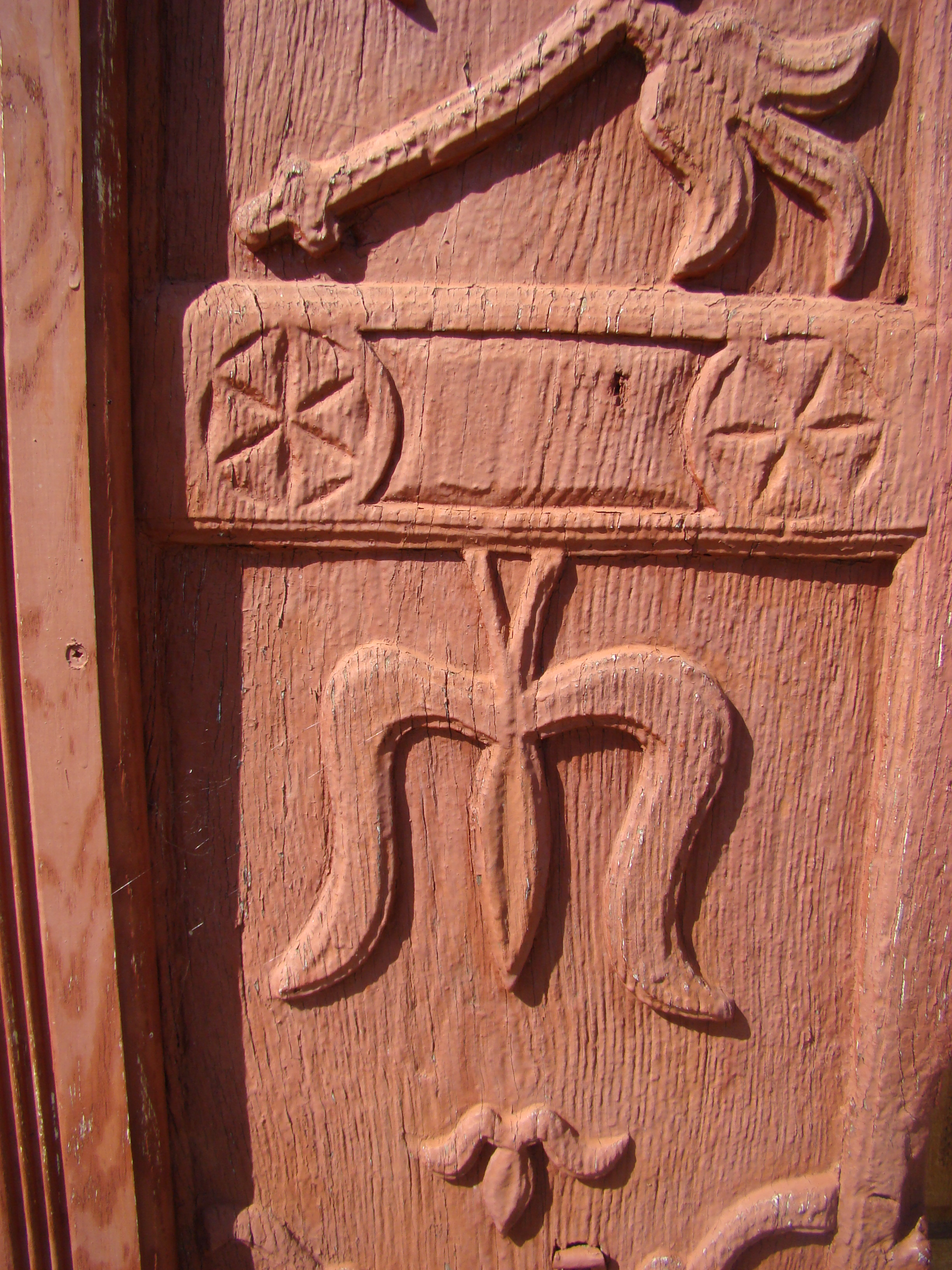
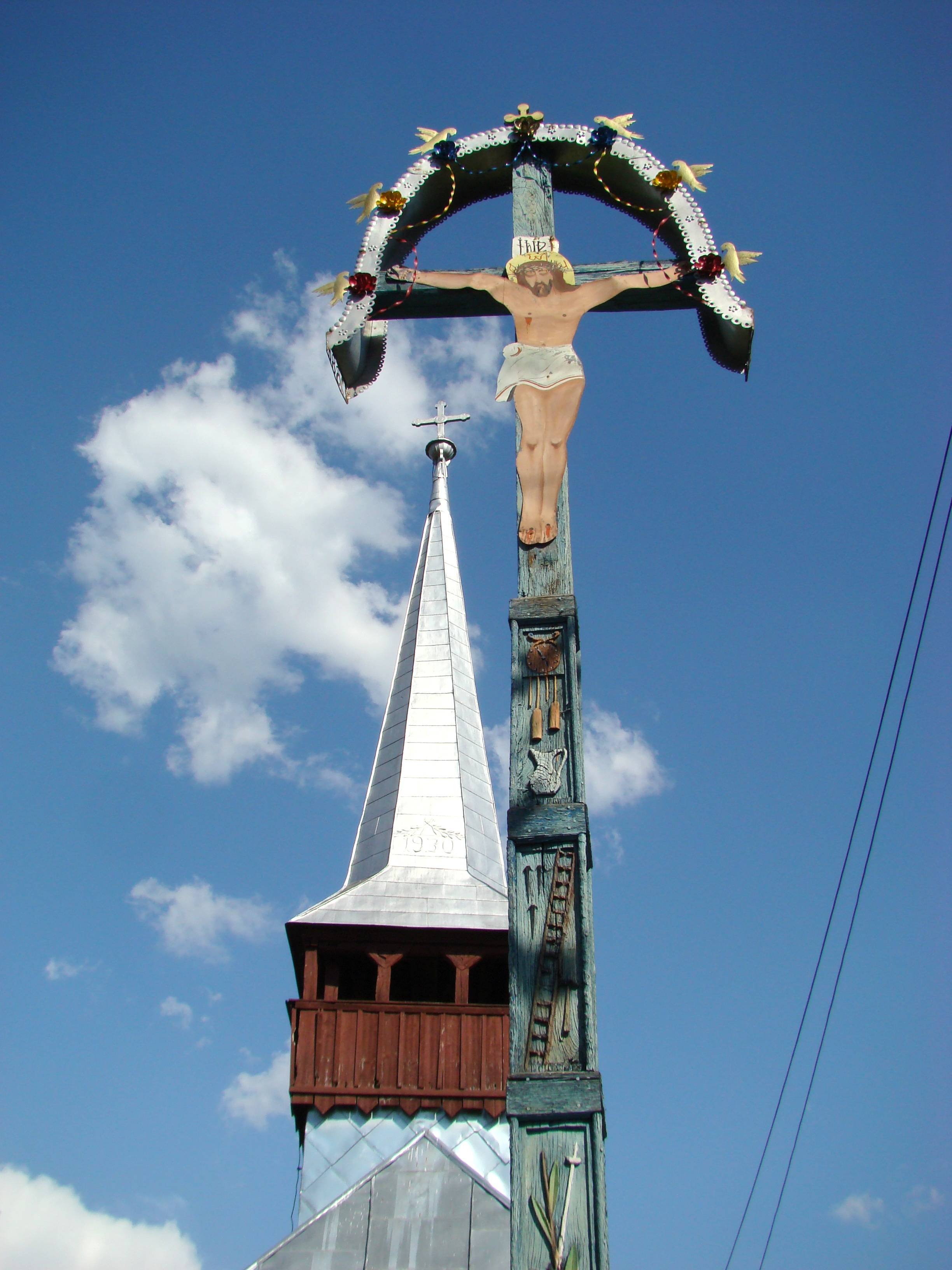
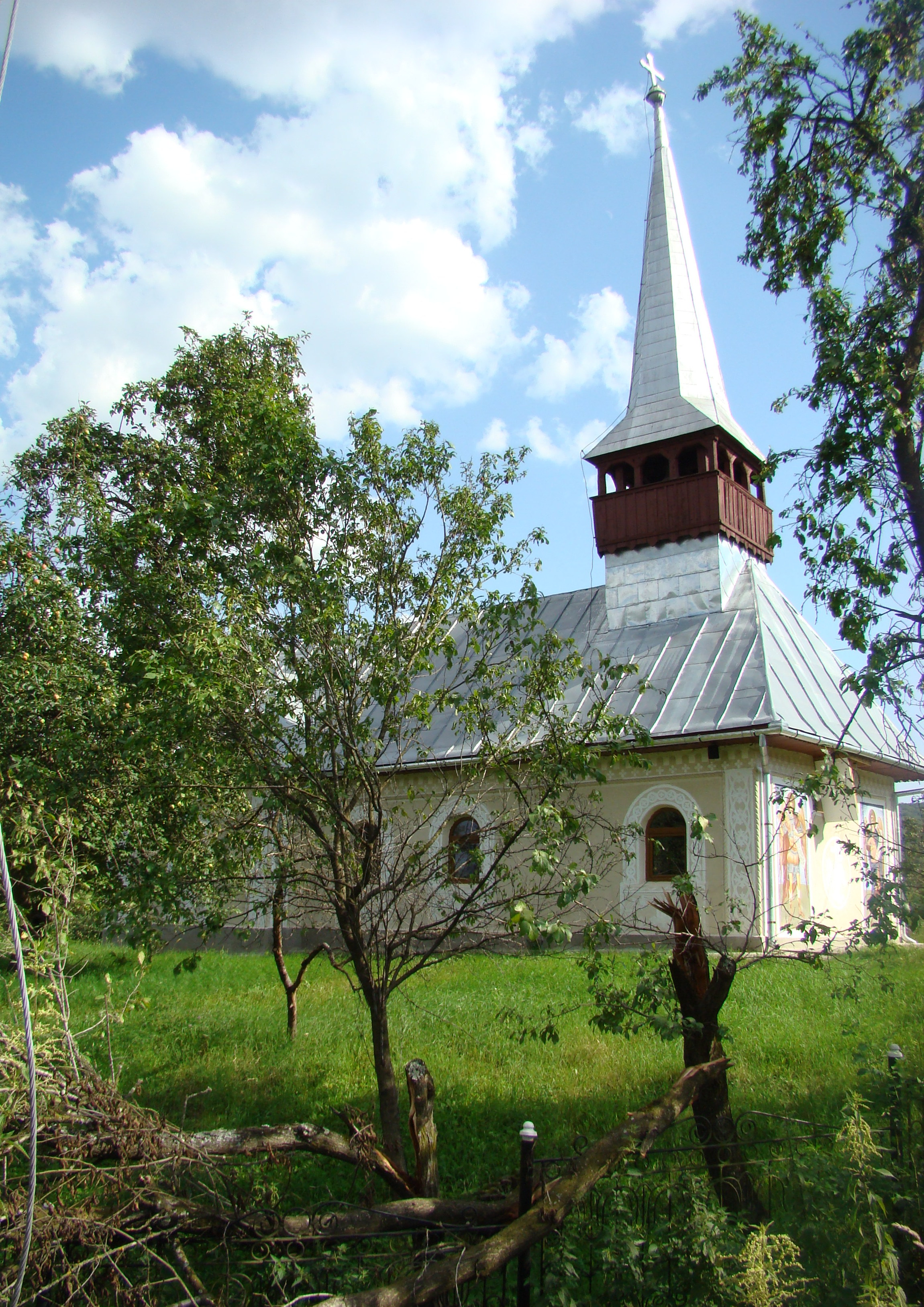
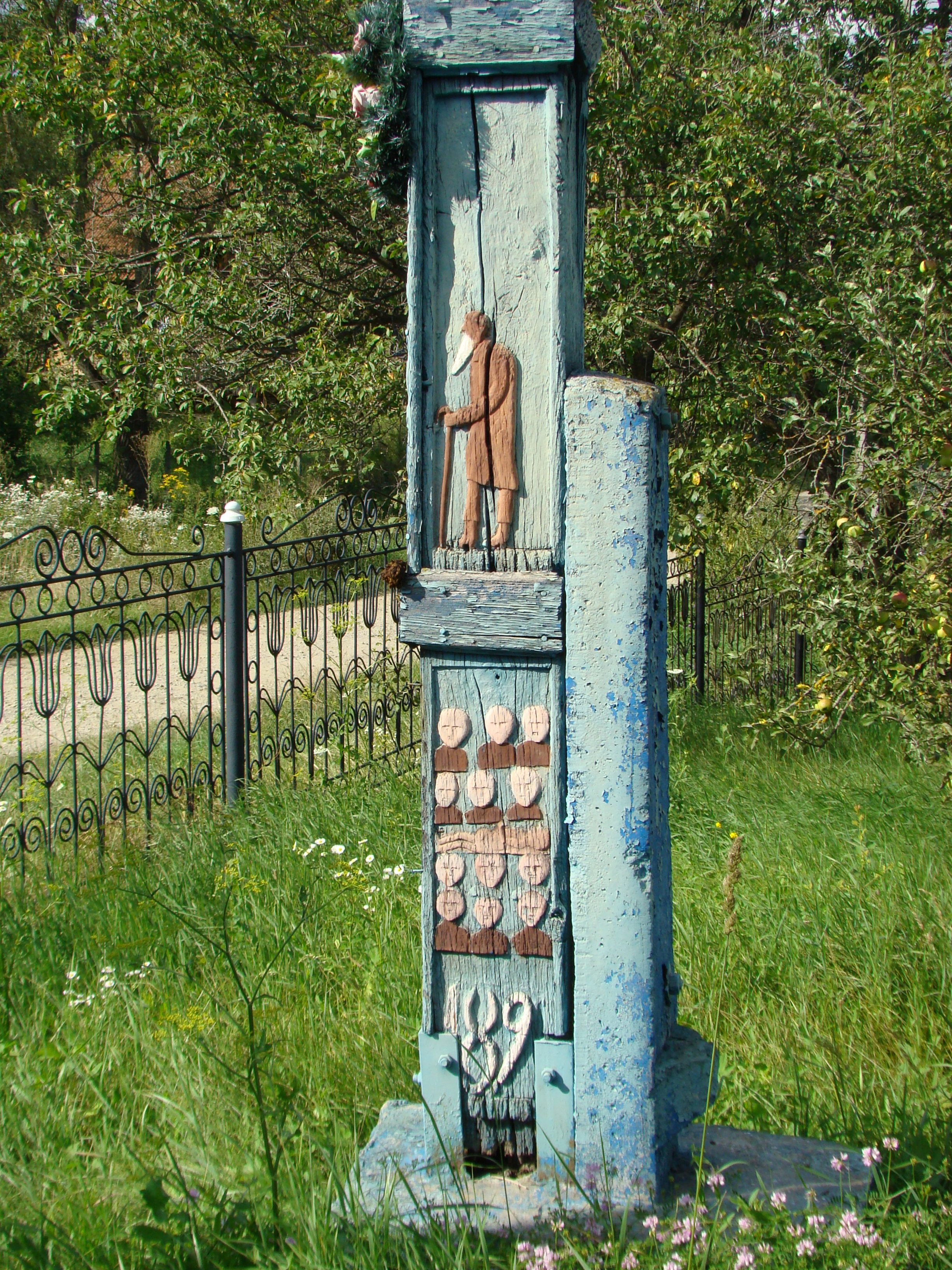
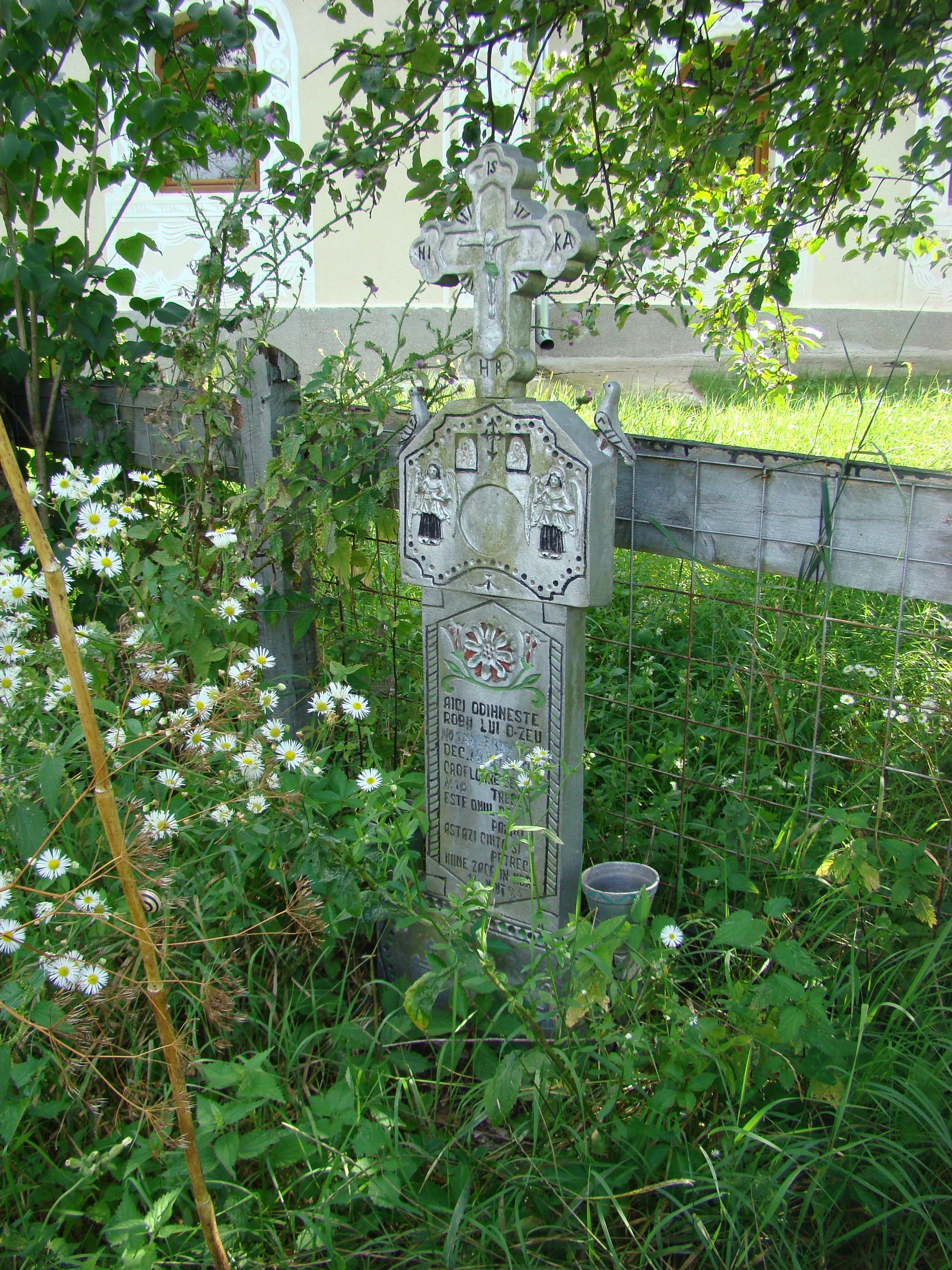
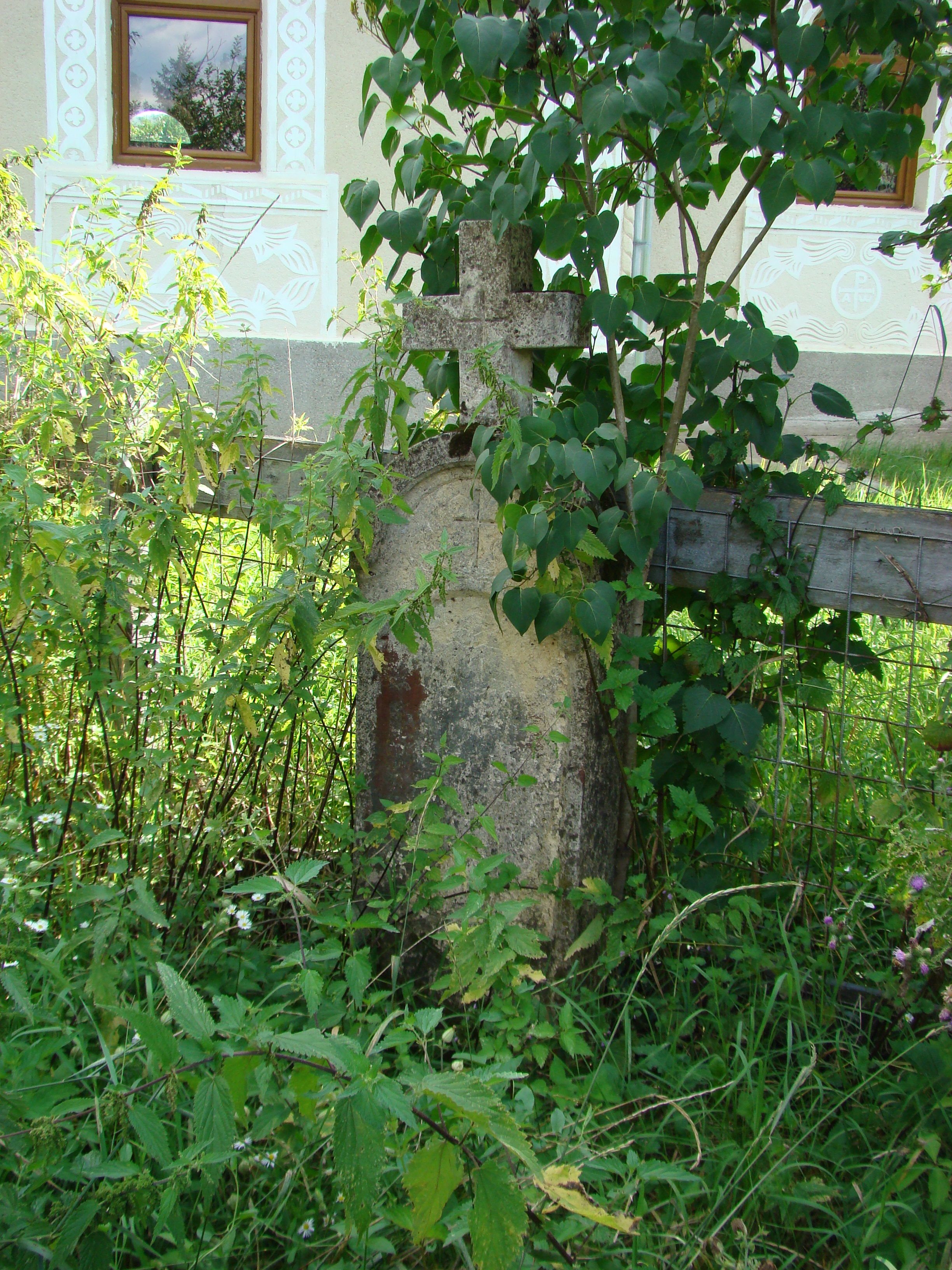
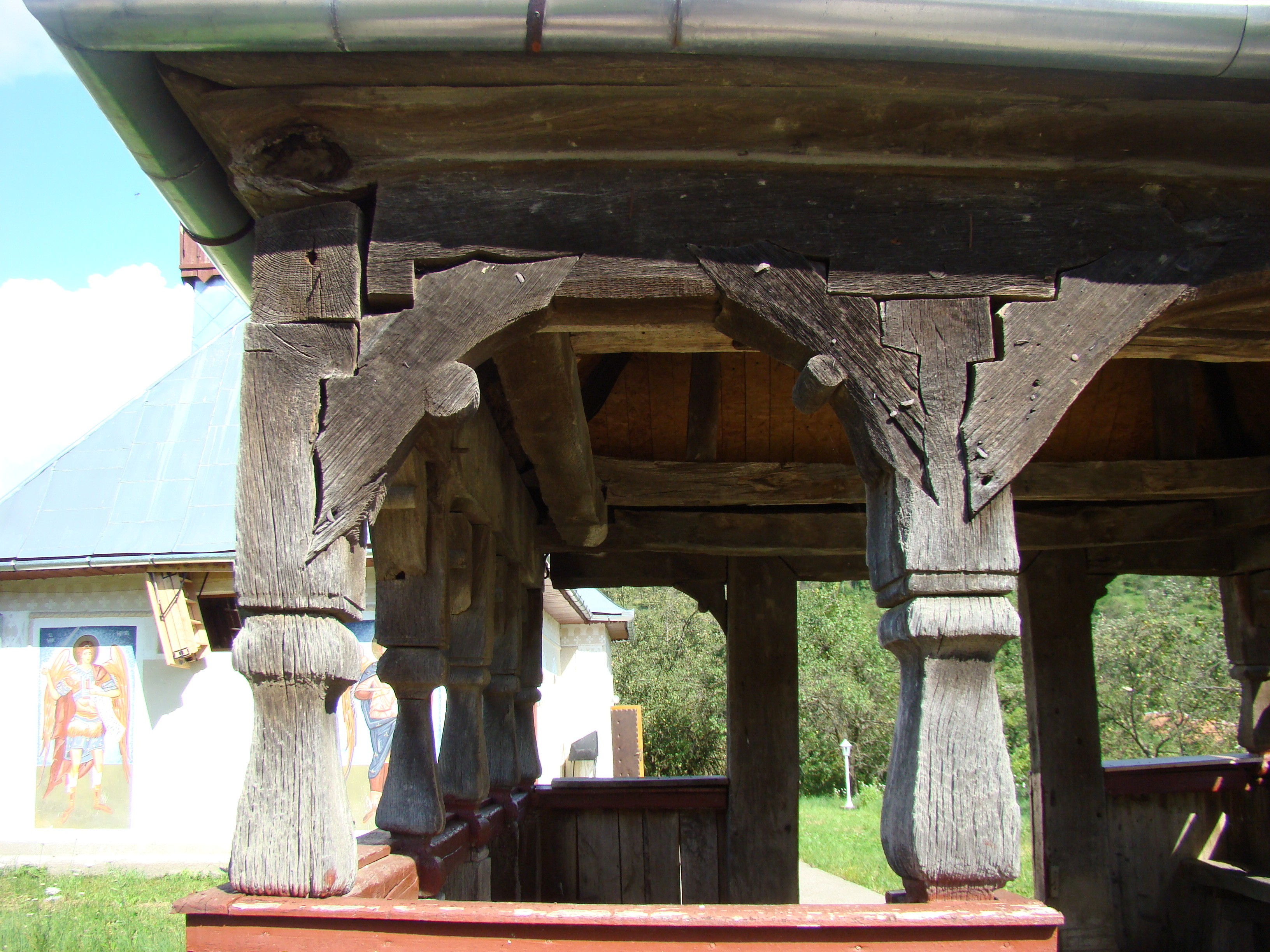
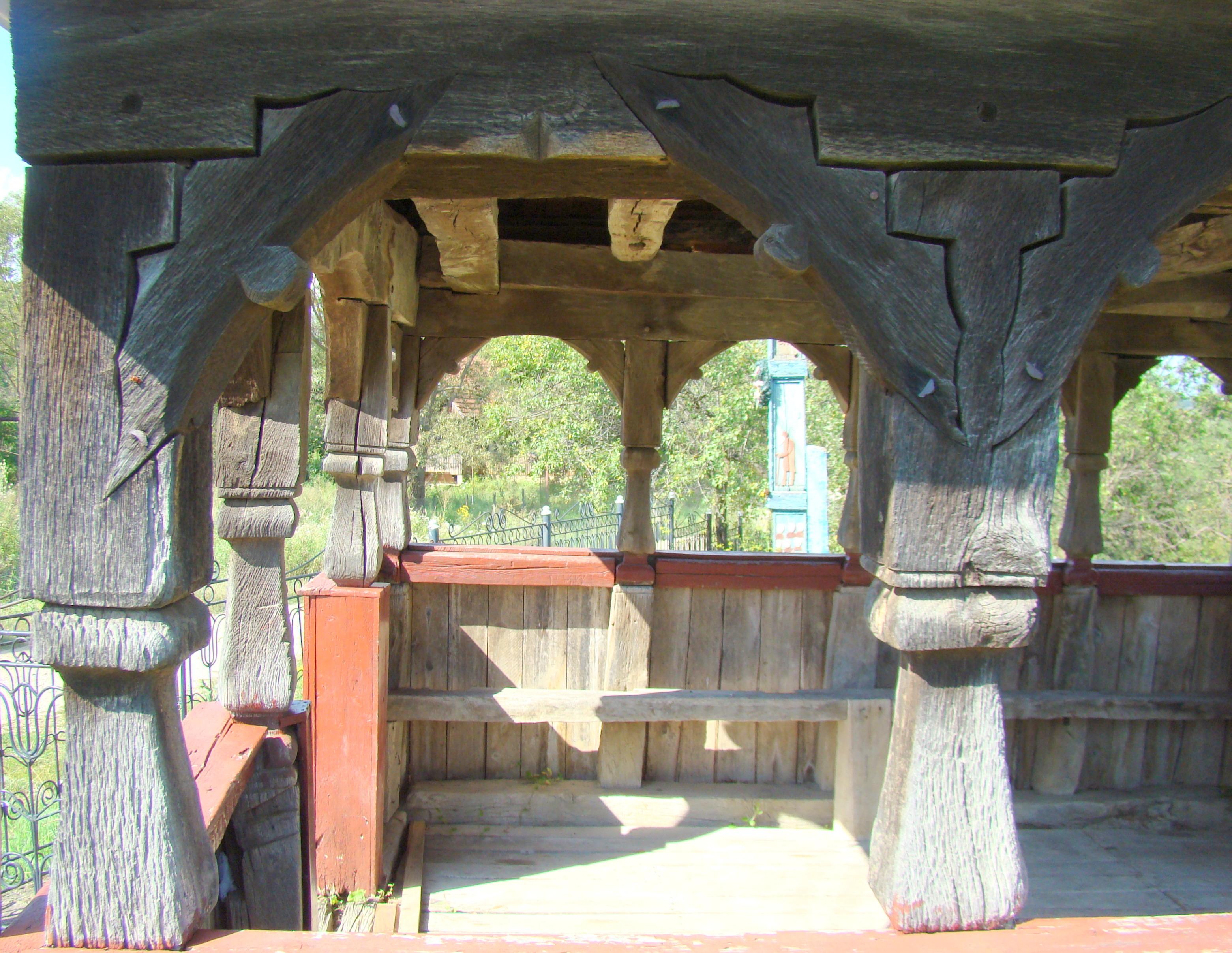
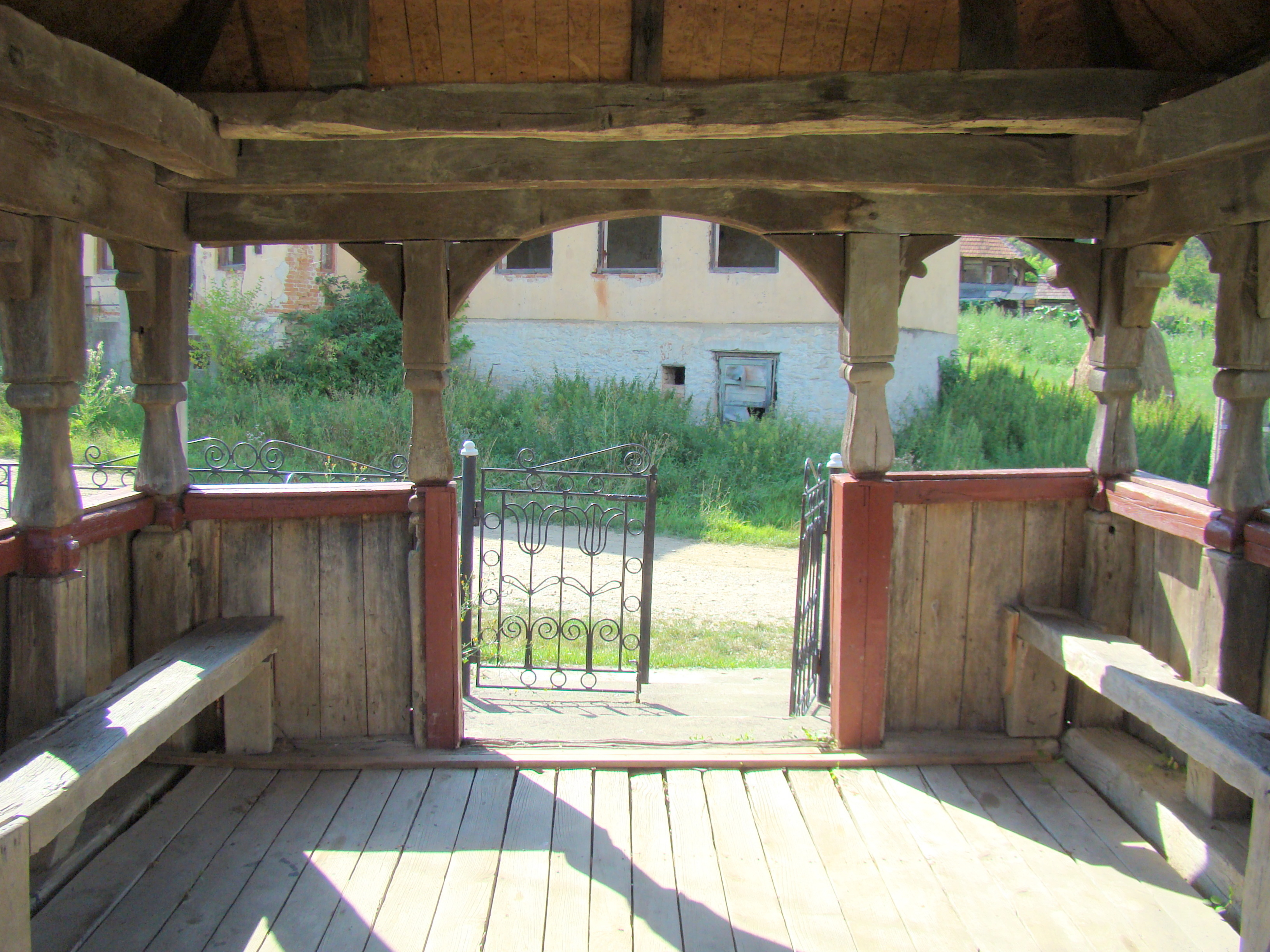
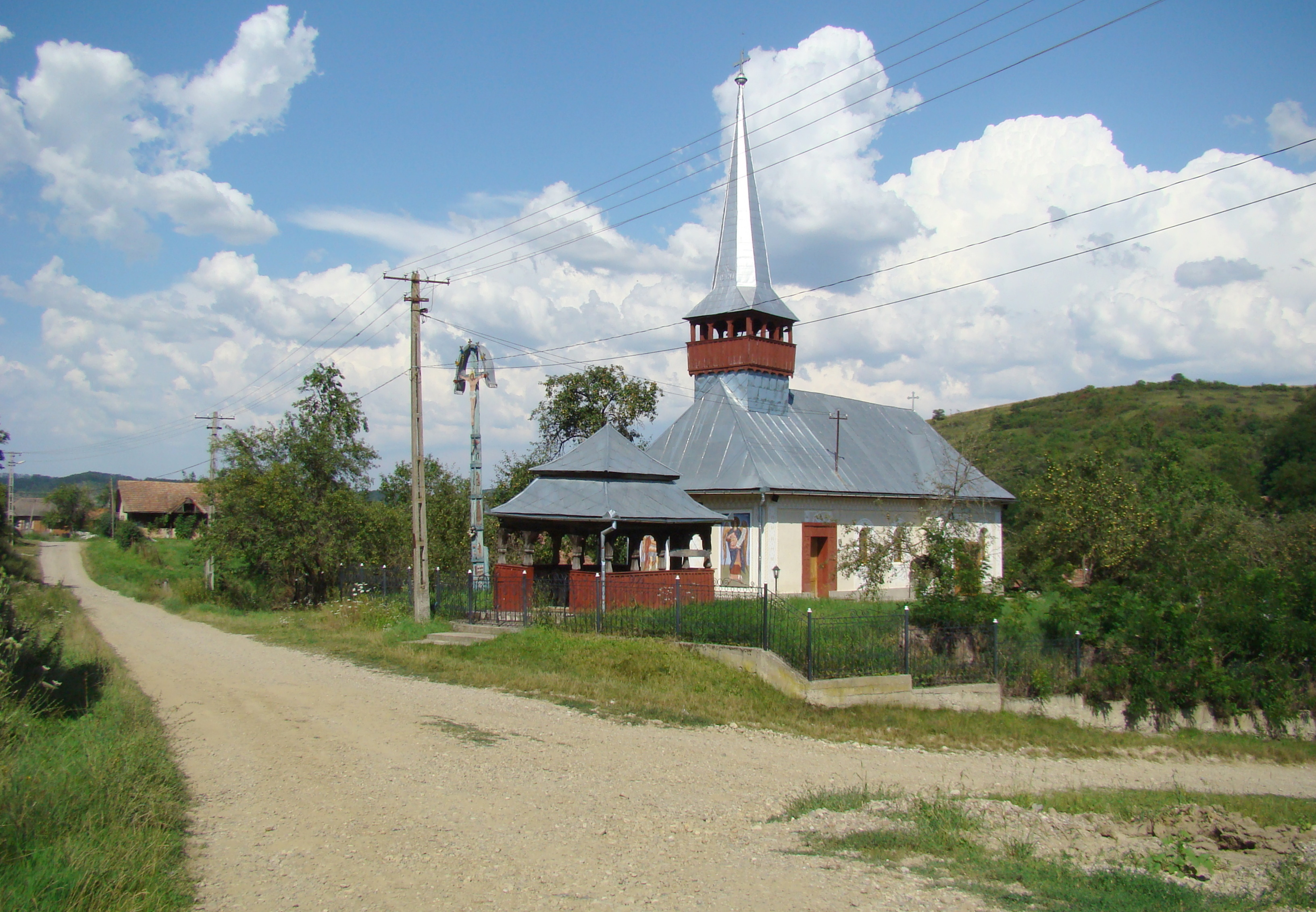

## Imagini din interior

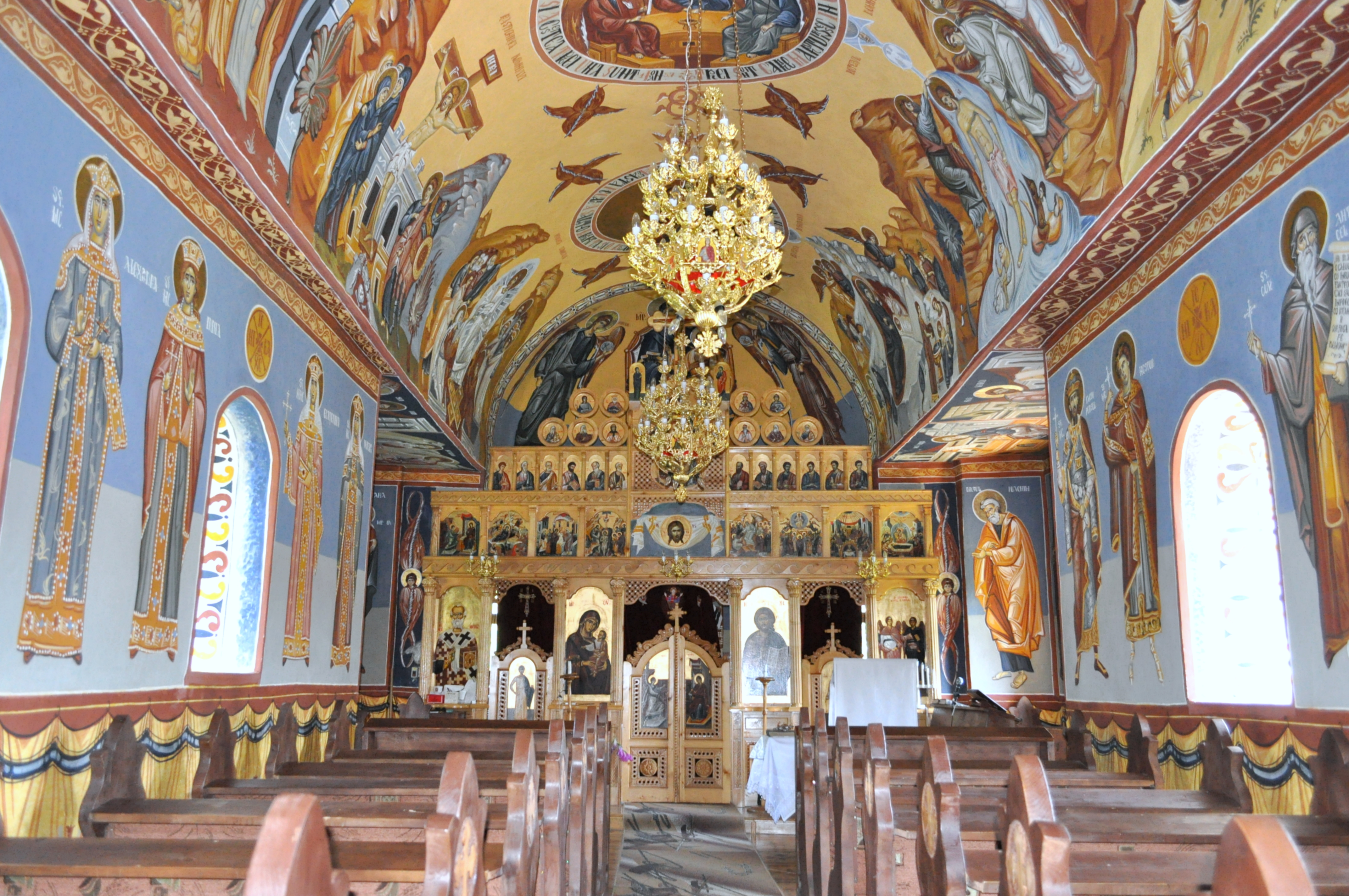
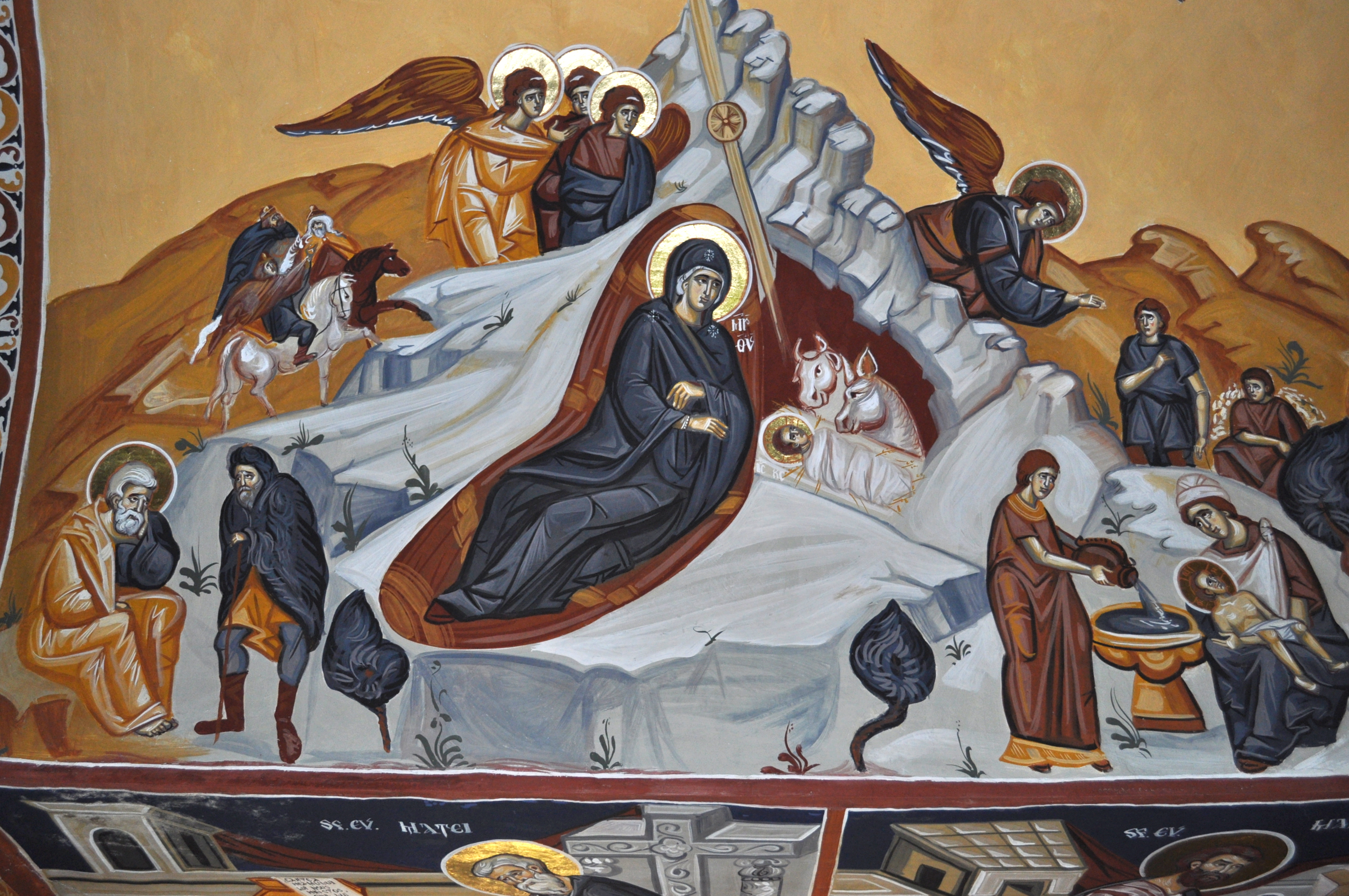
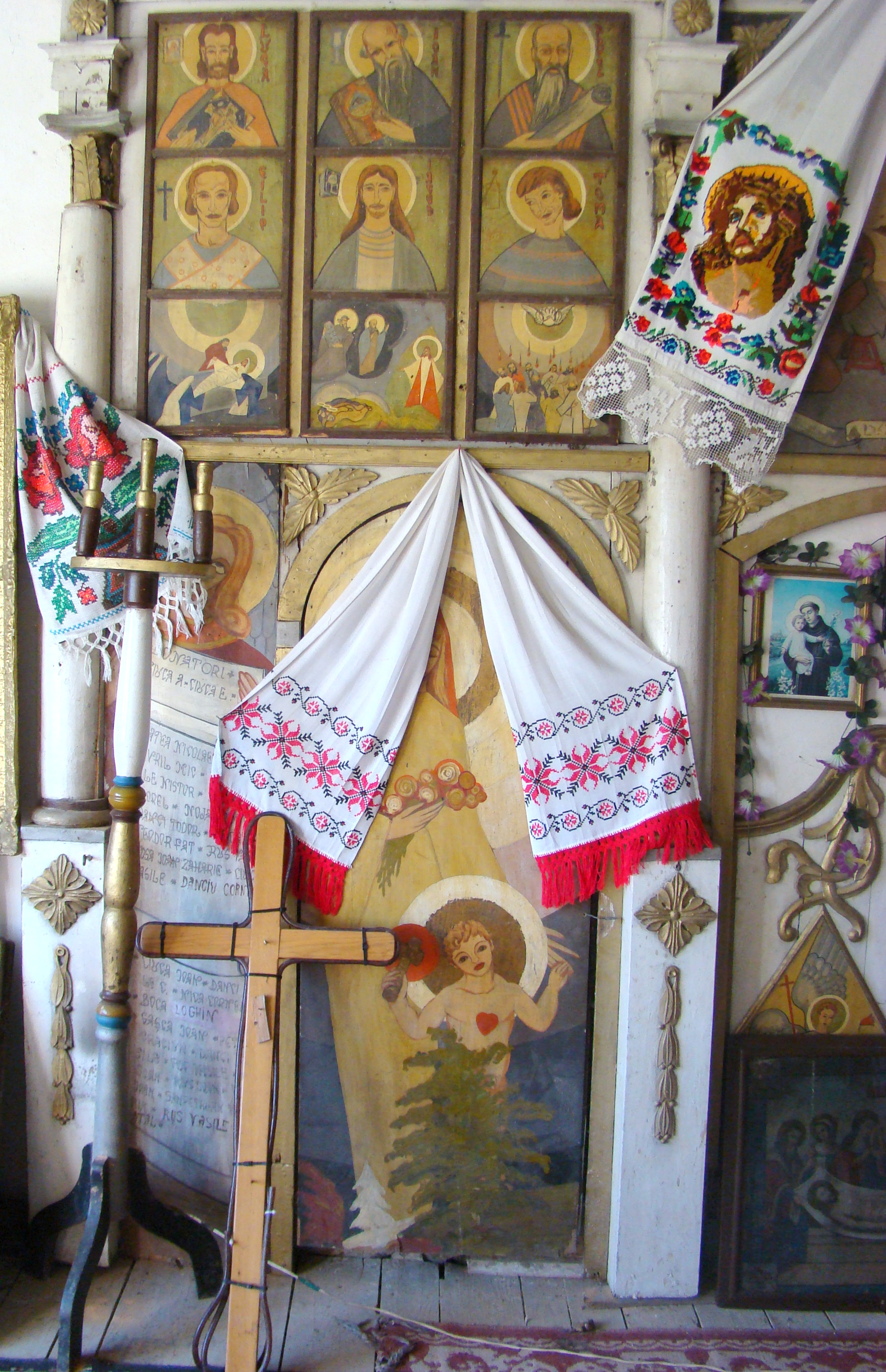
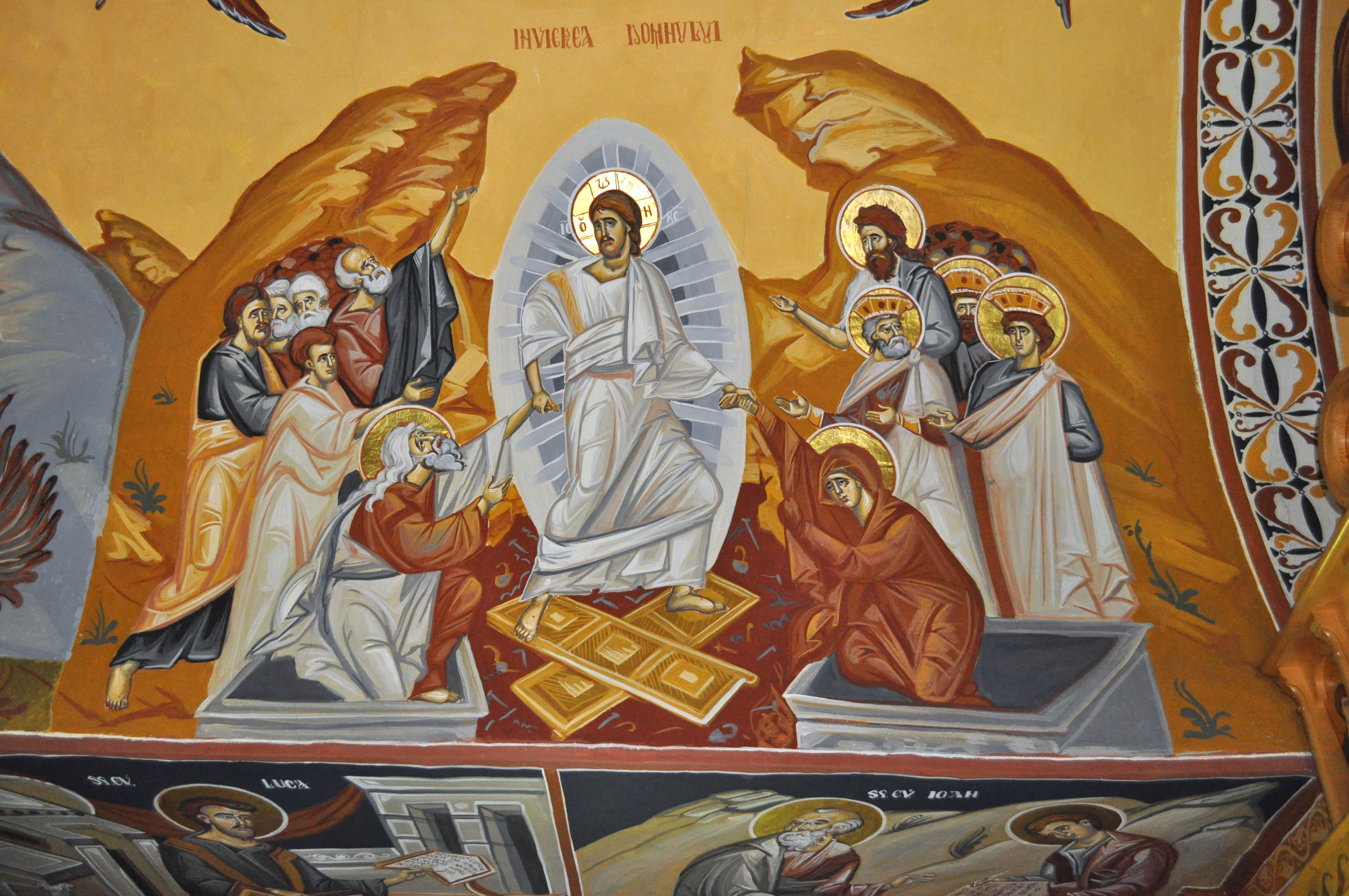
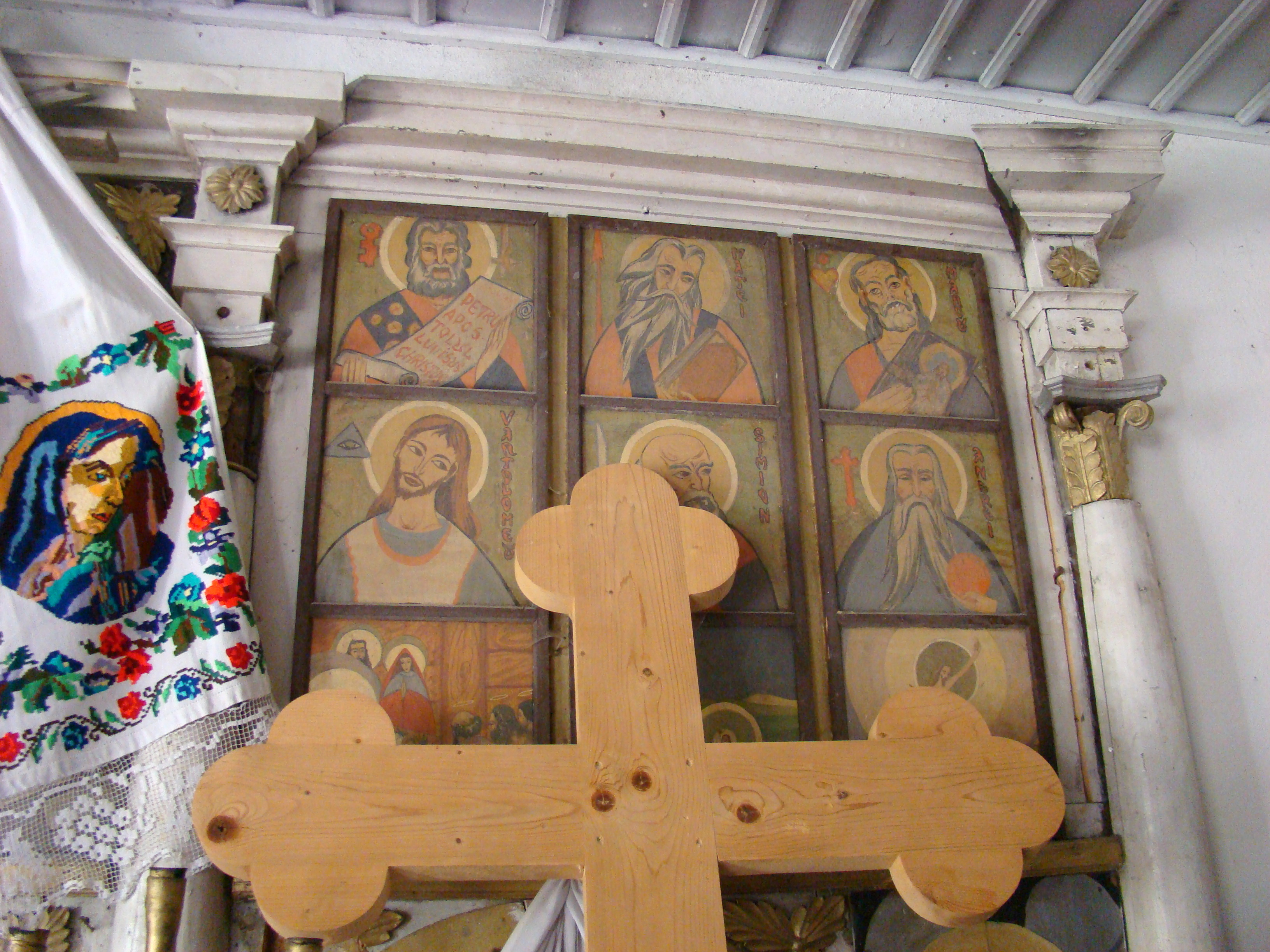
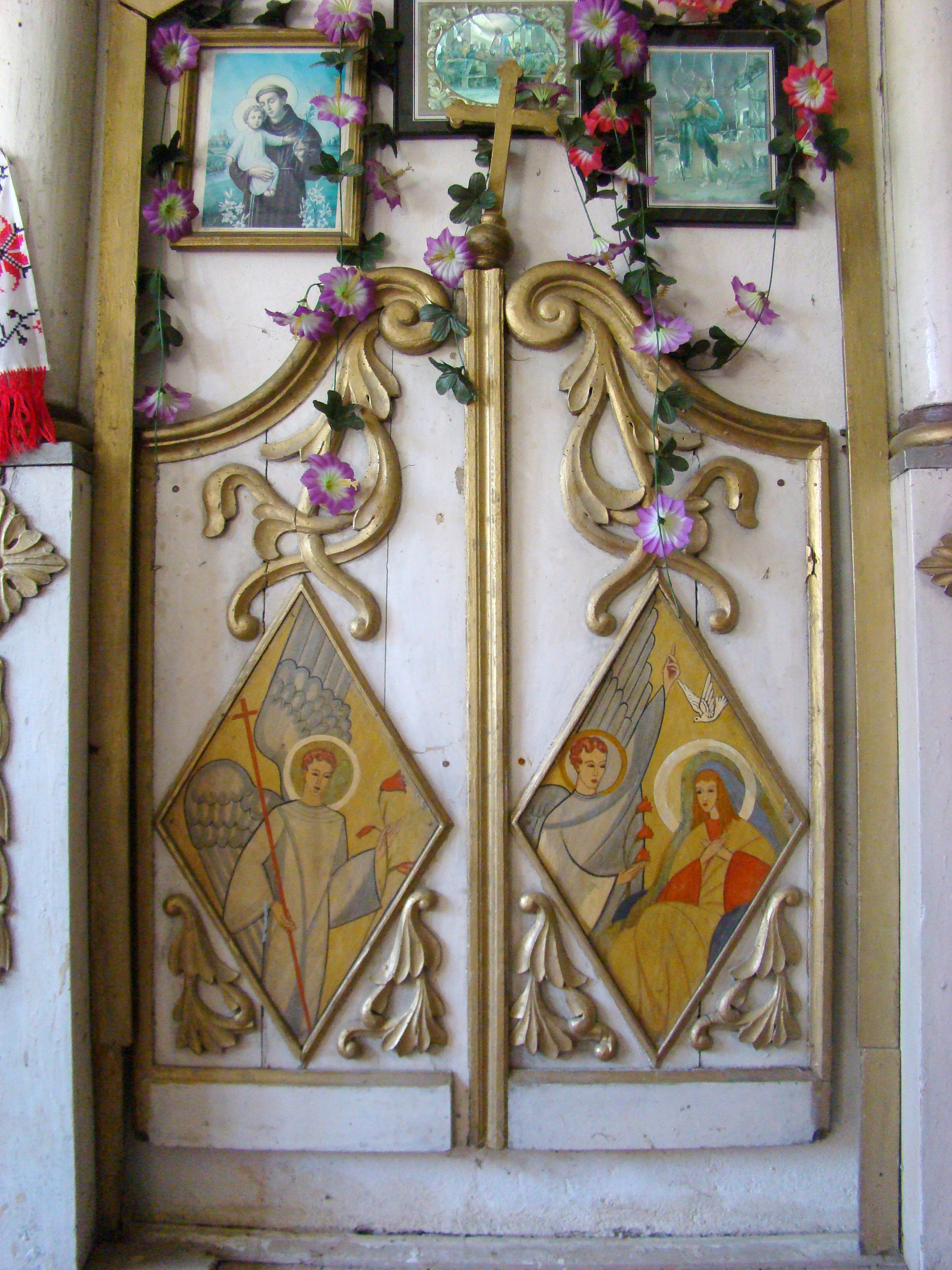
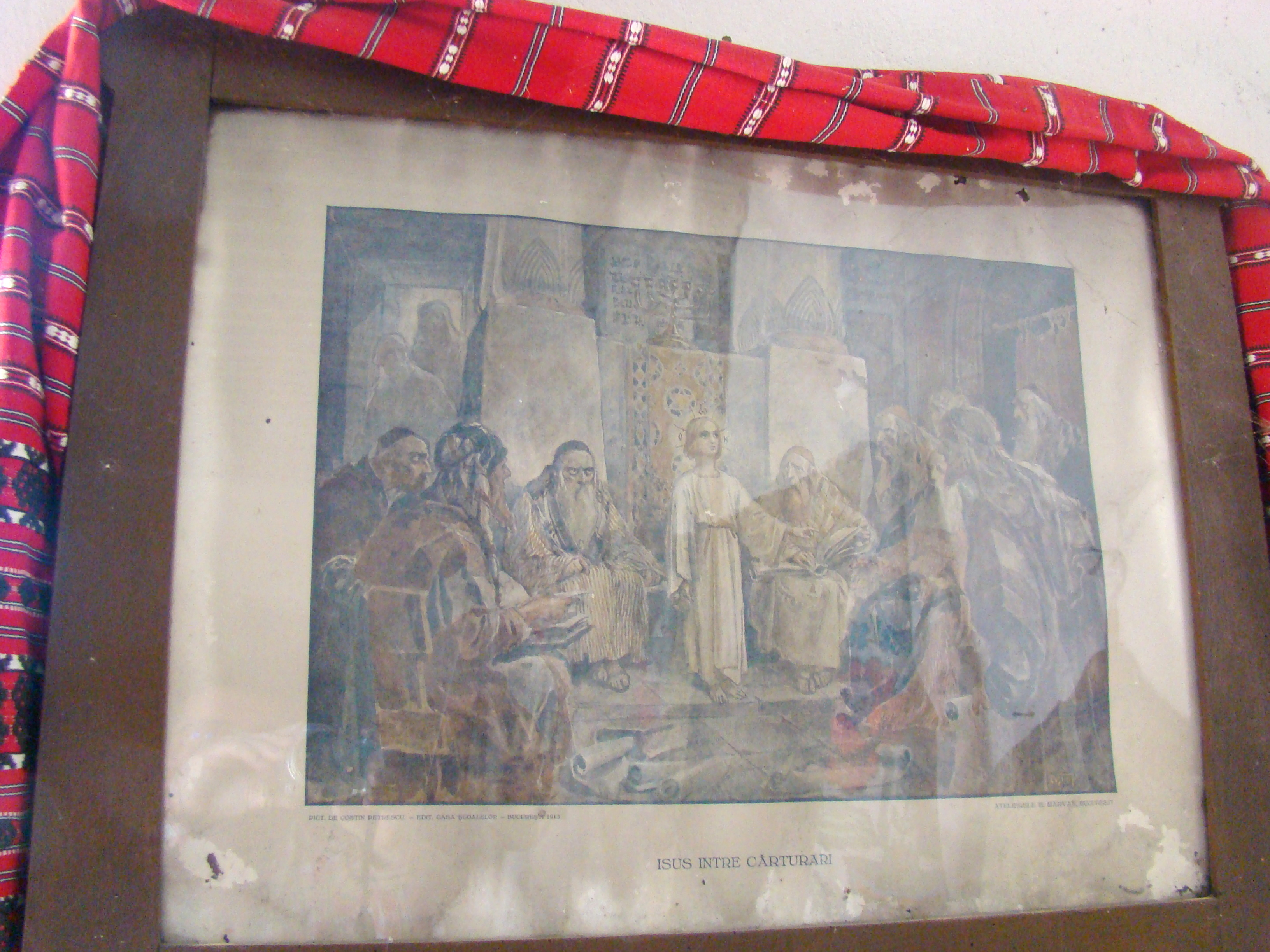
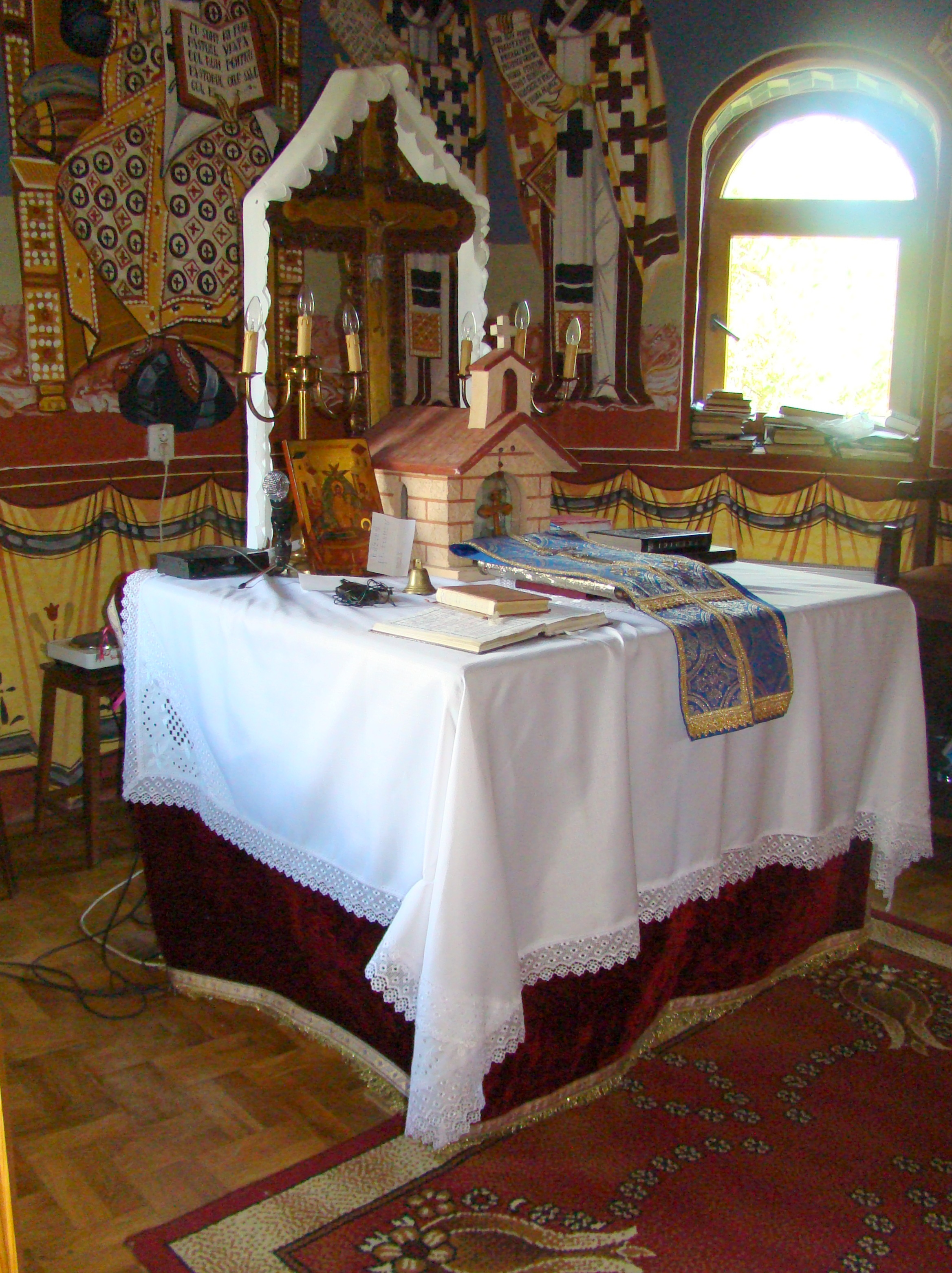
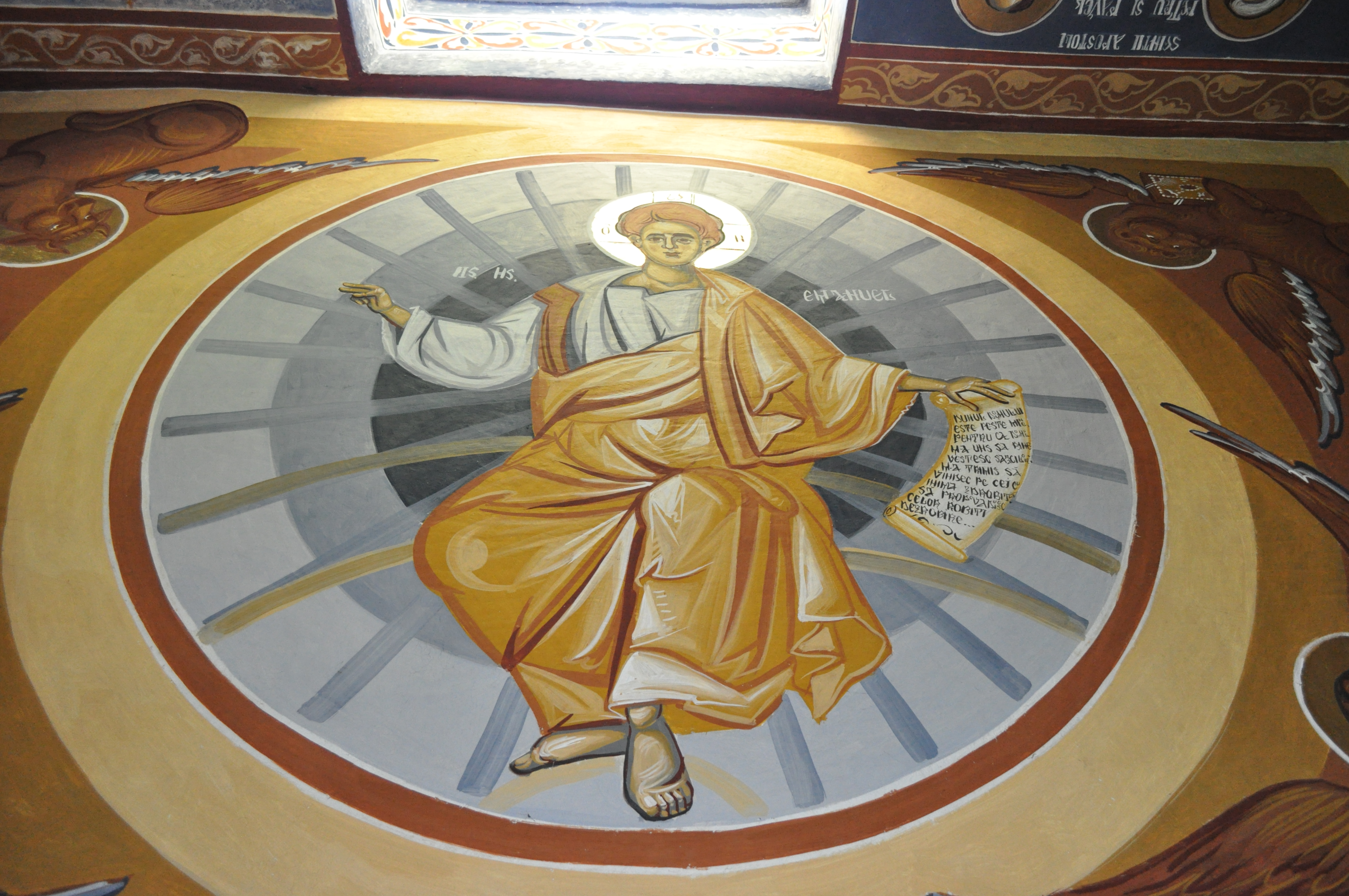
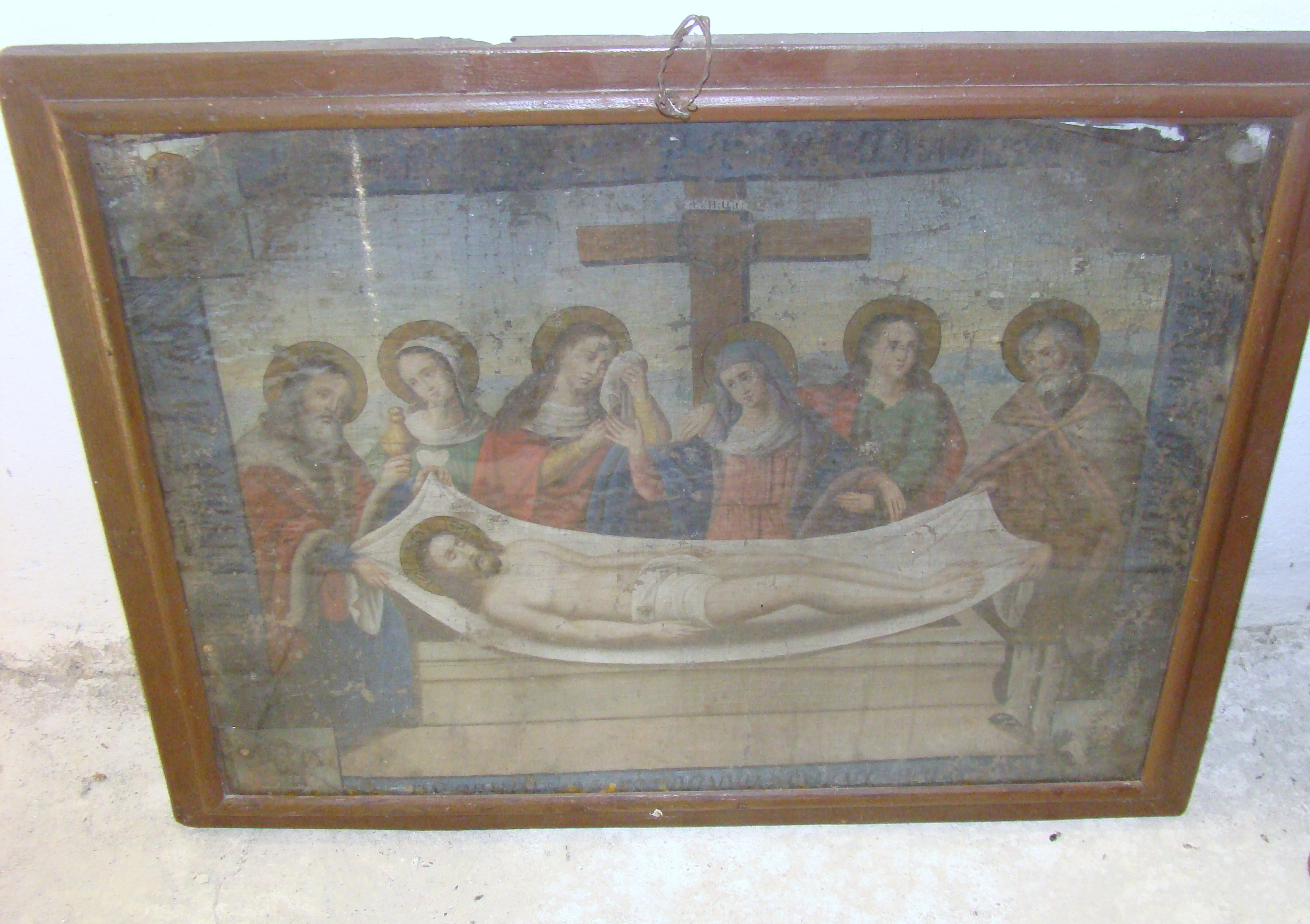
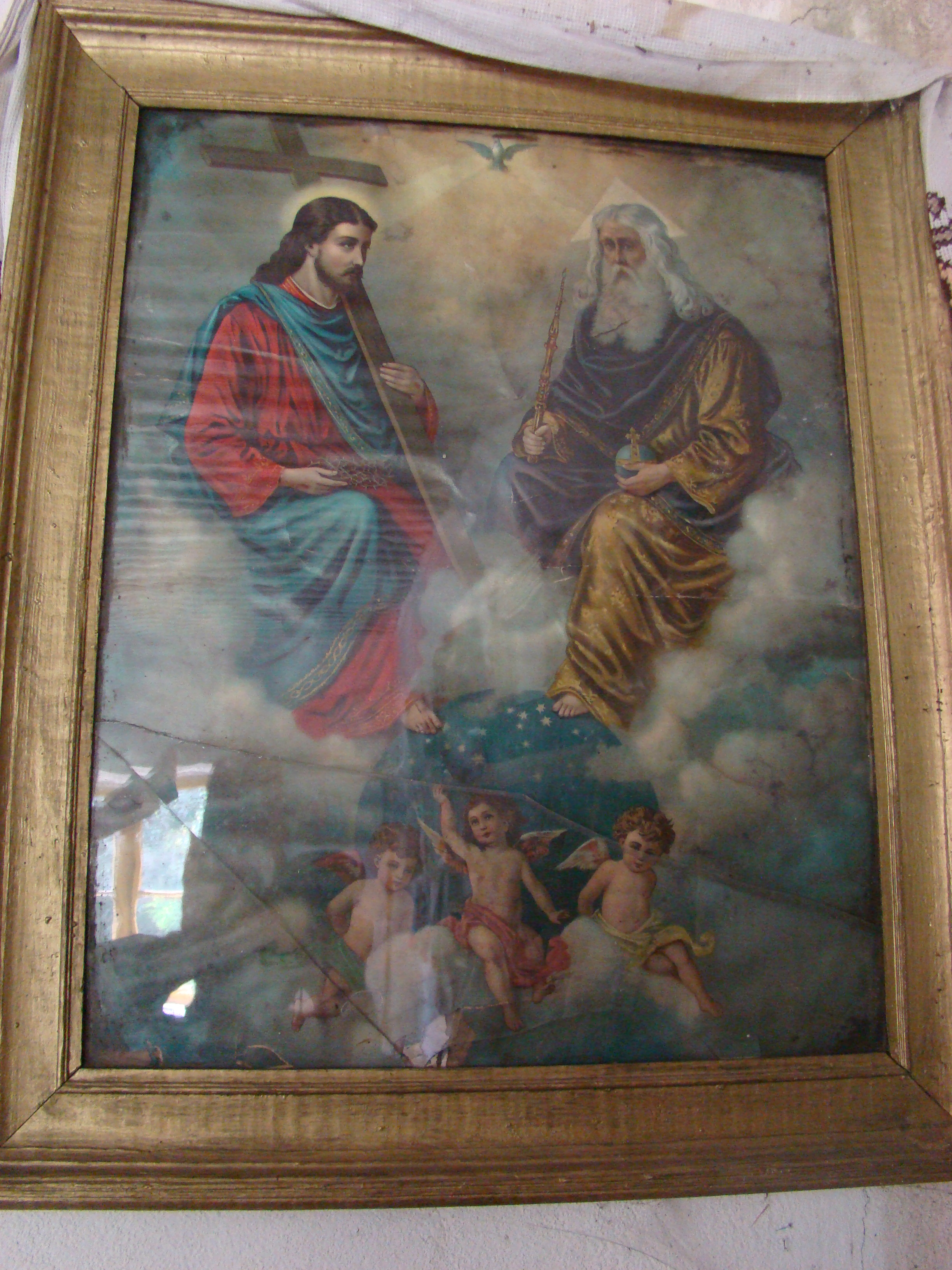
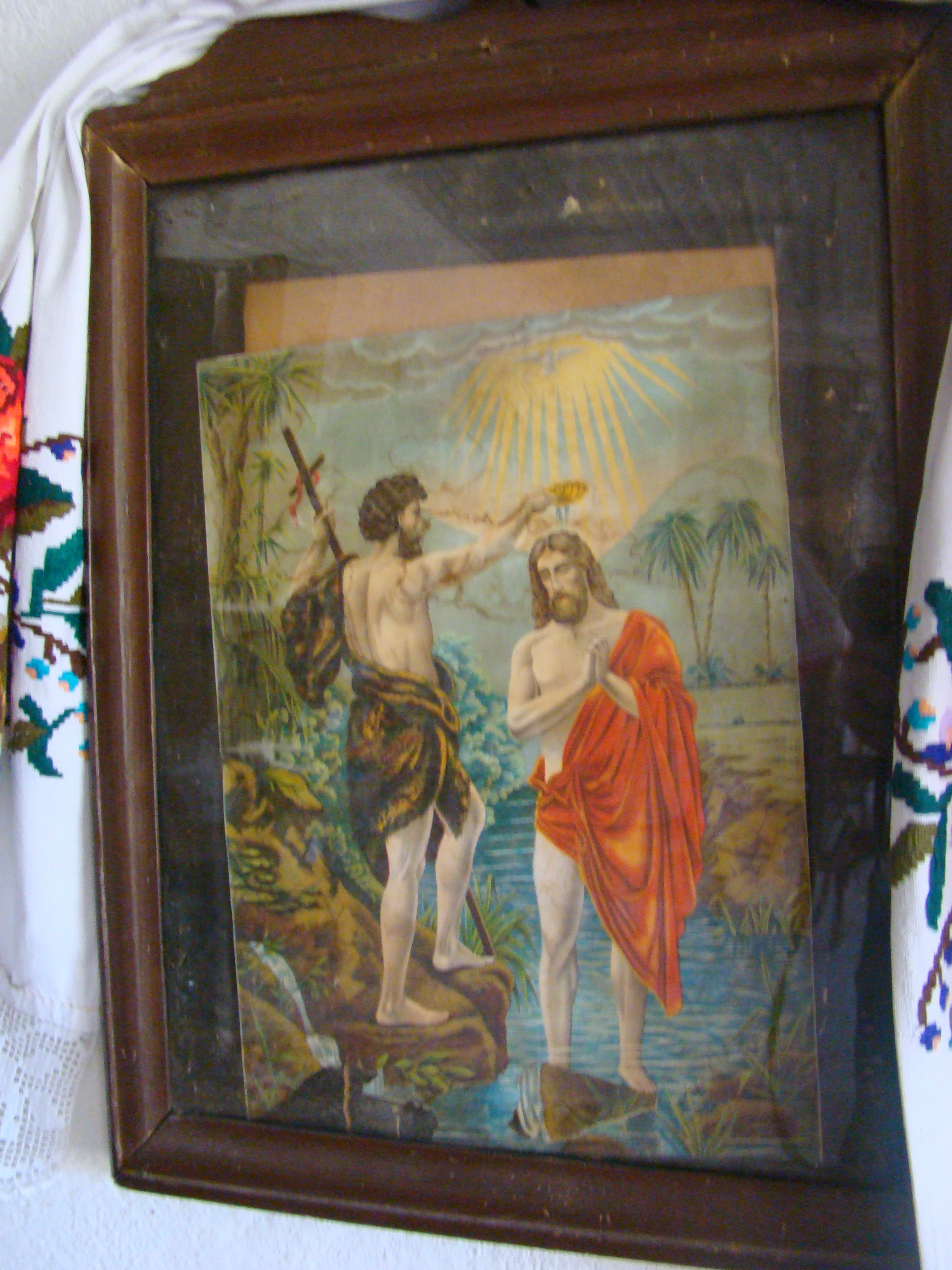
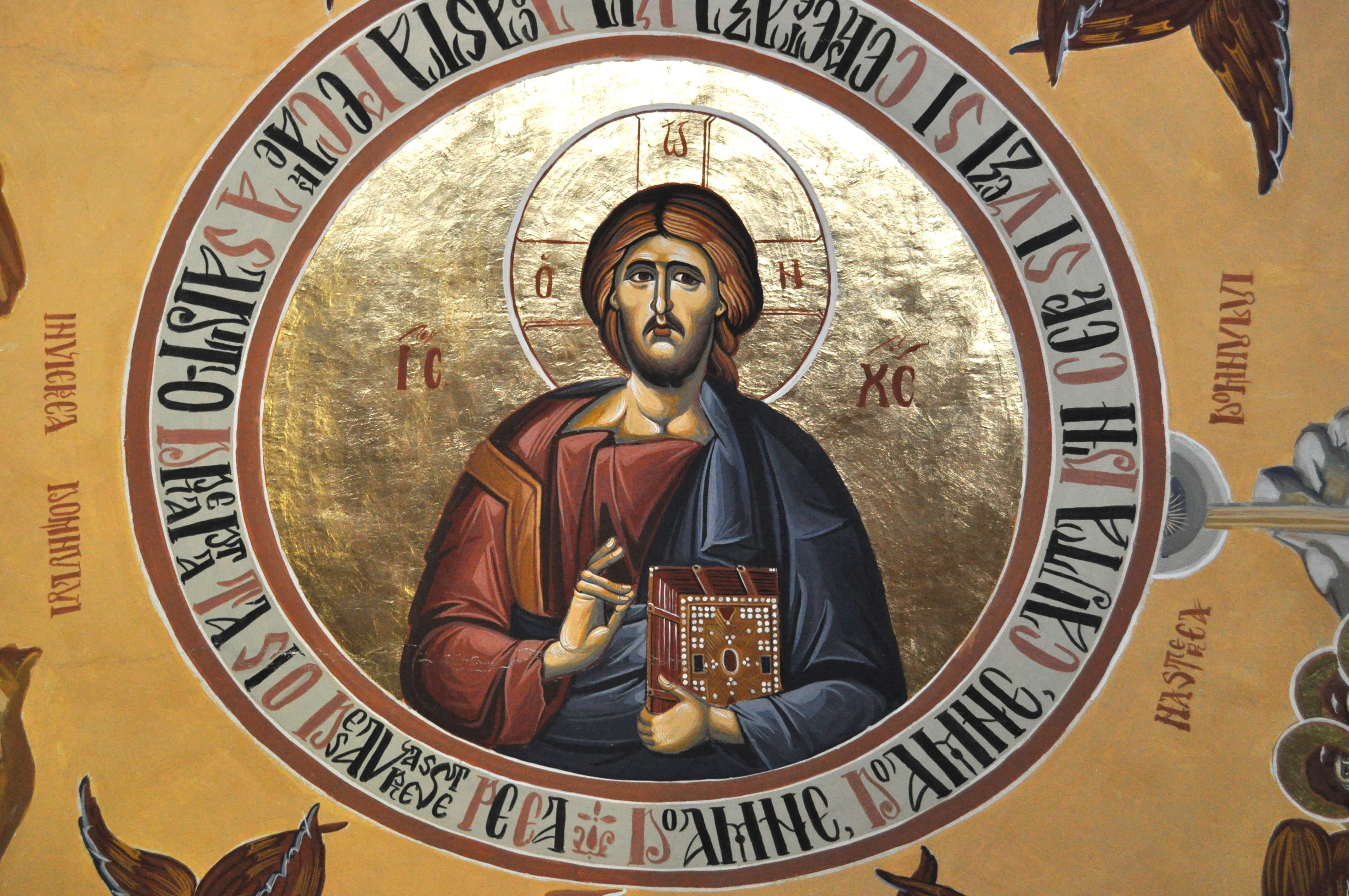
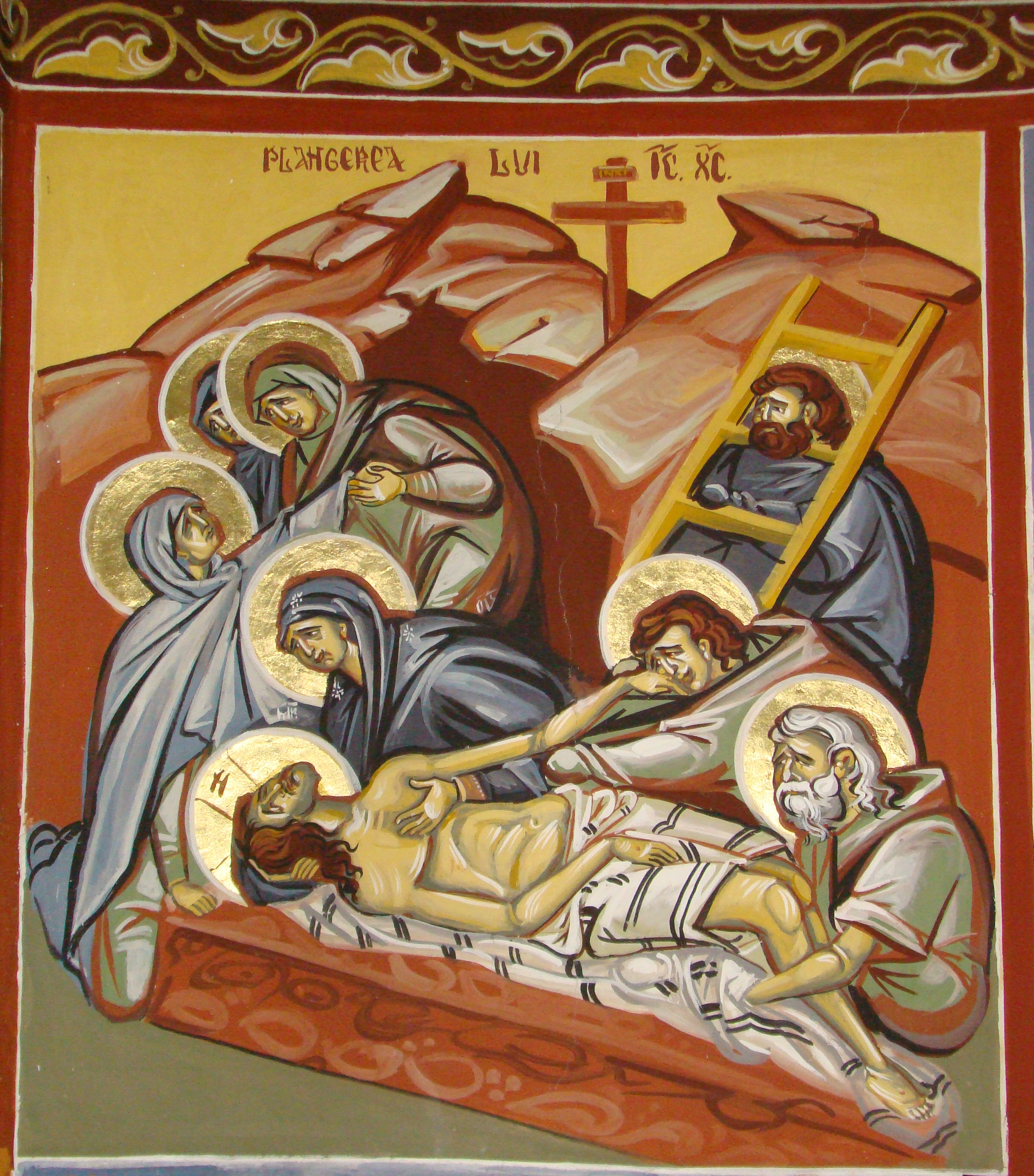
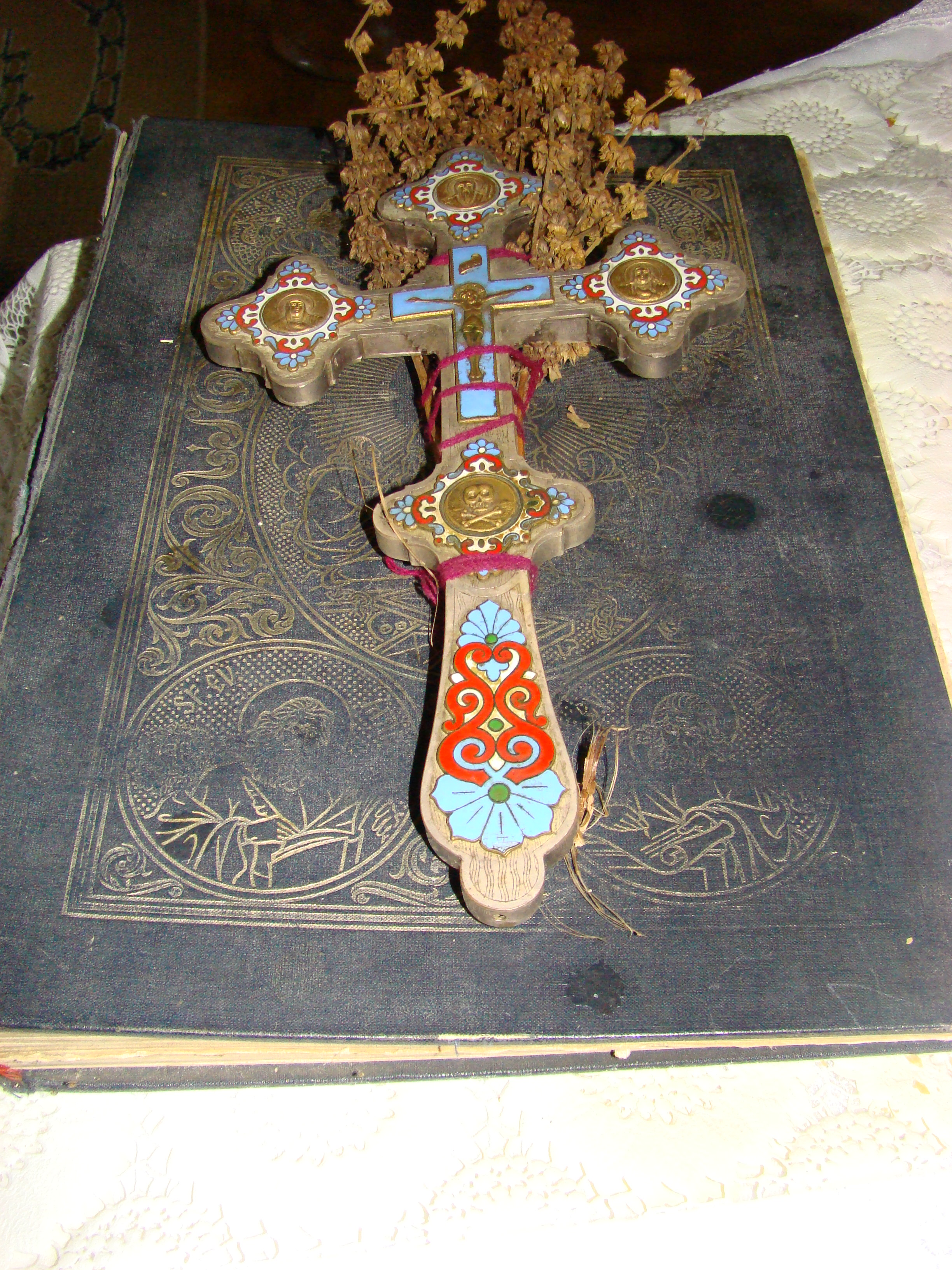
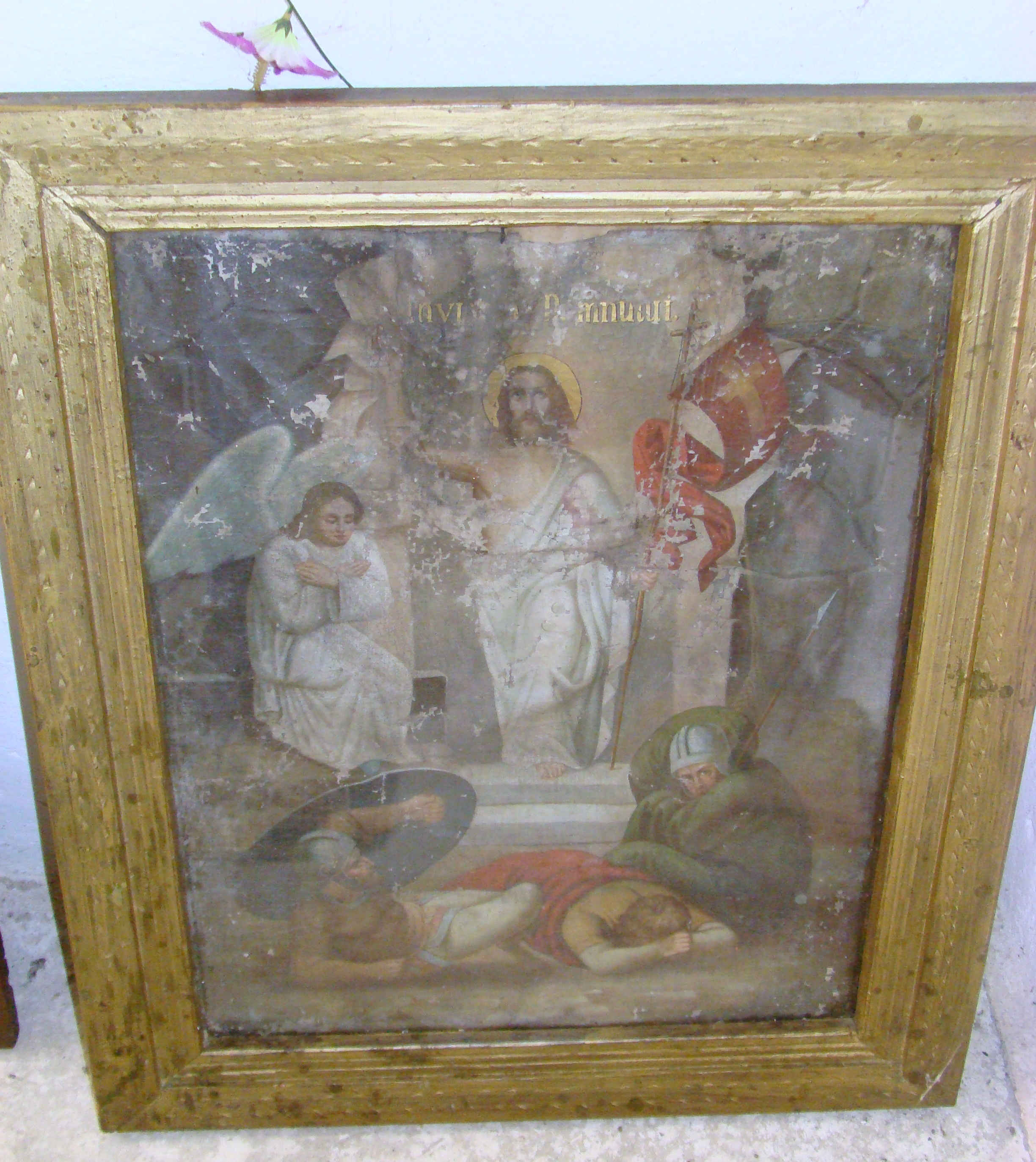
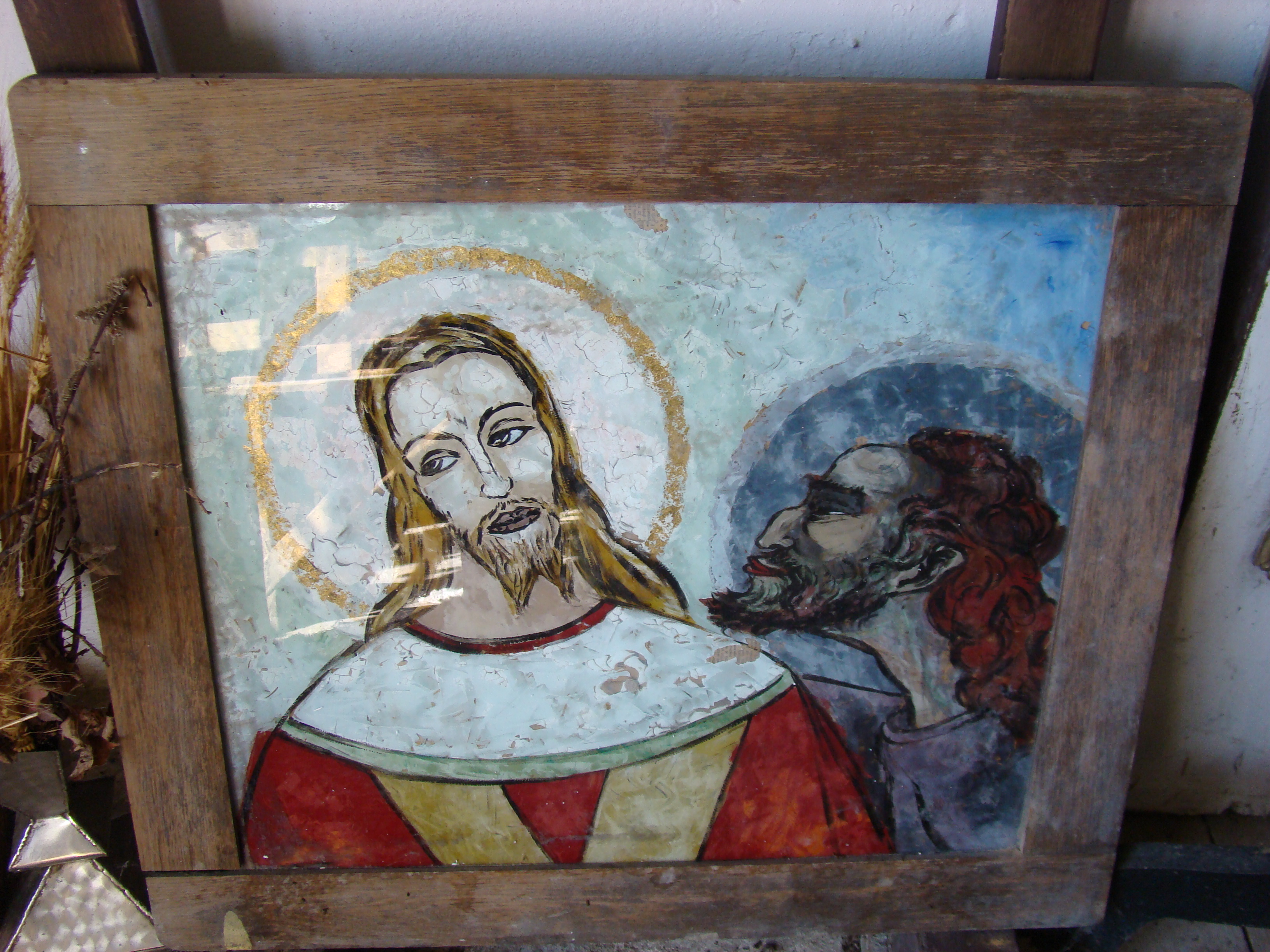
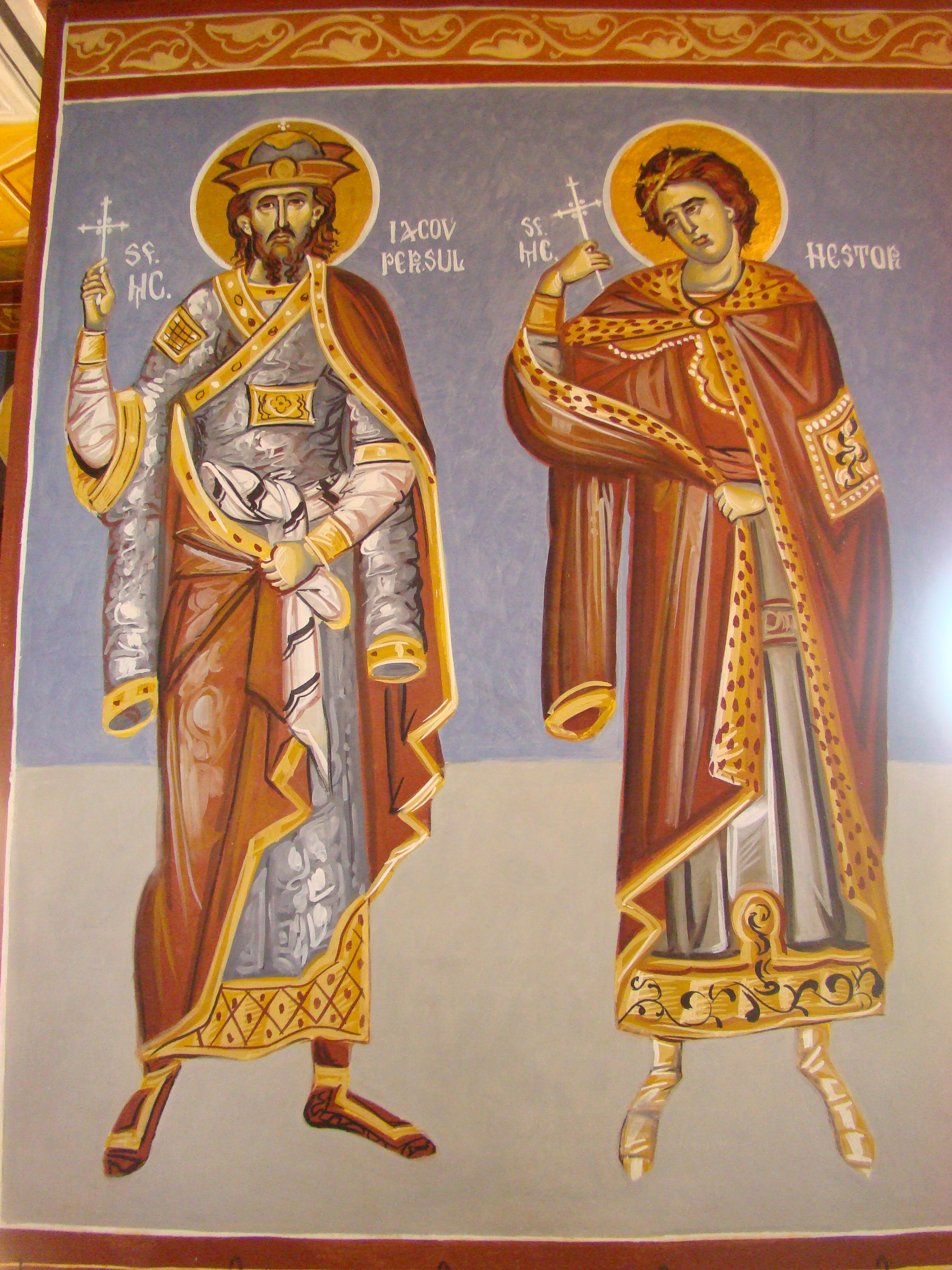
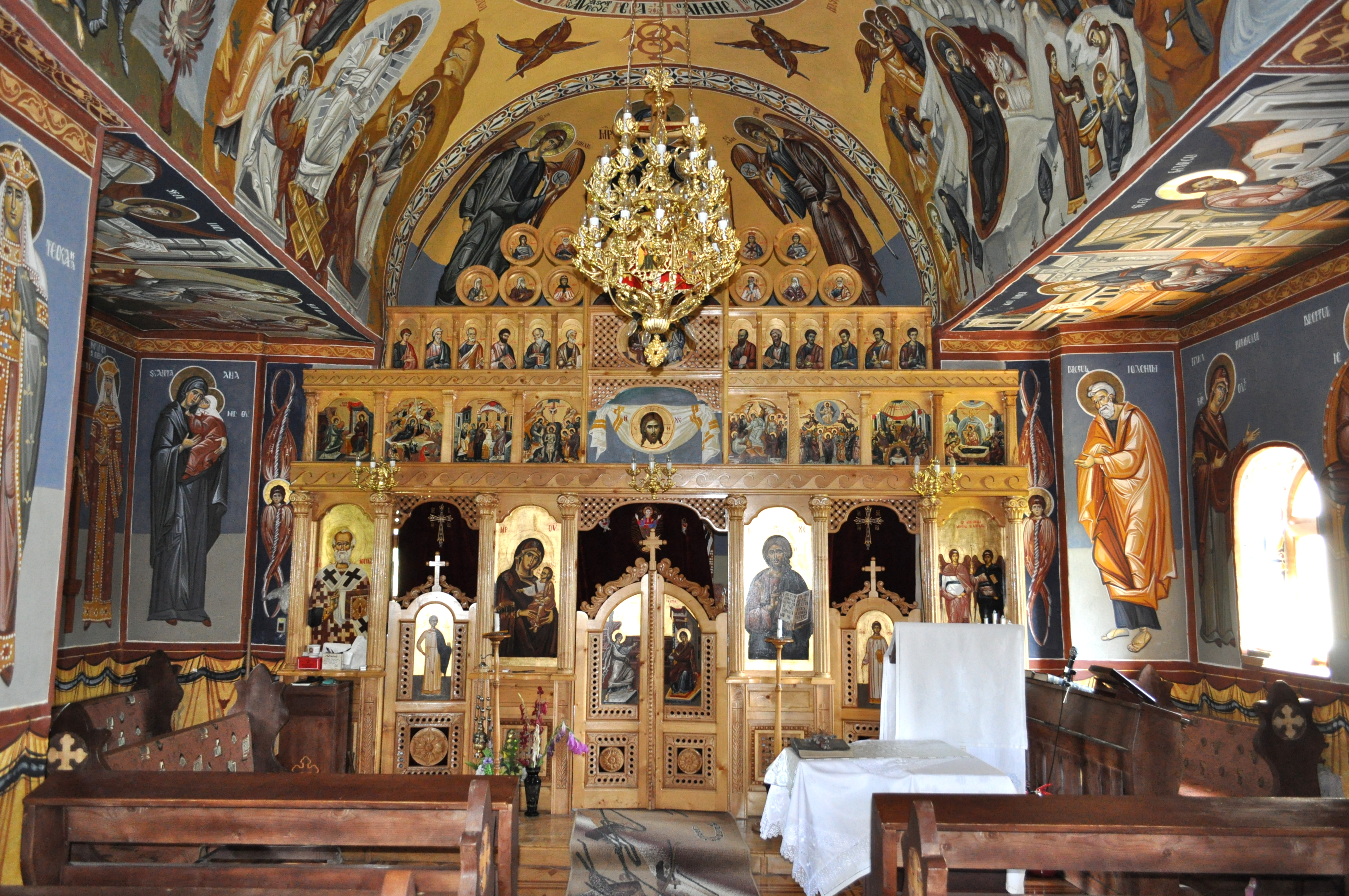
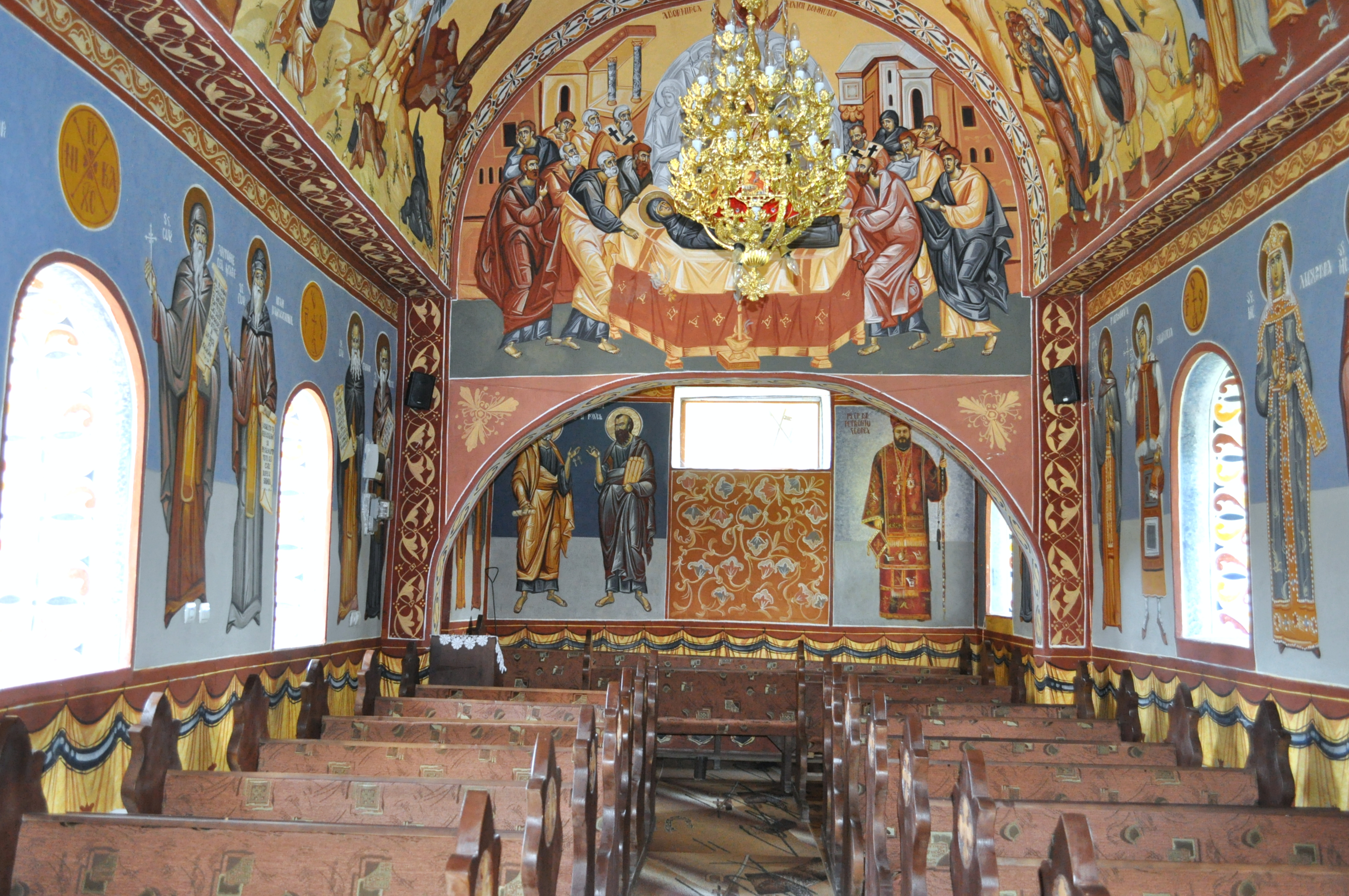
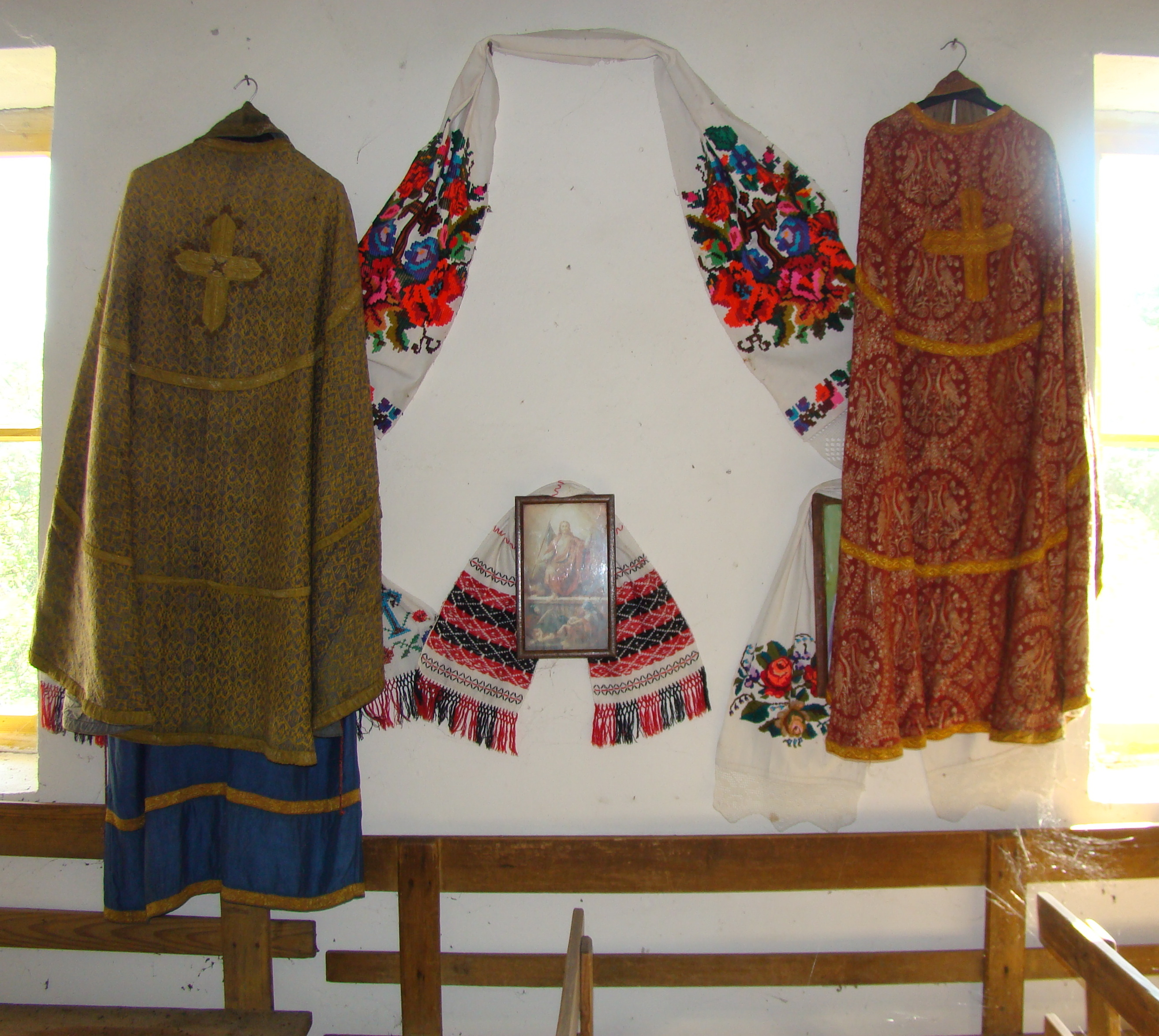
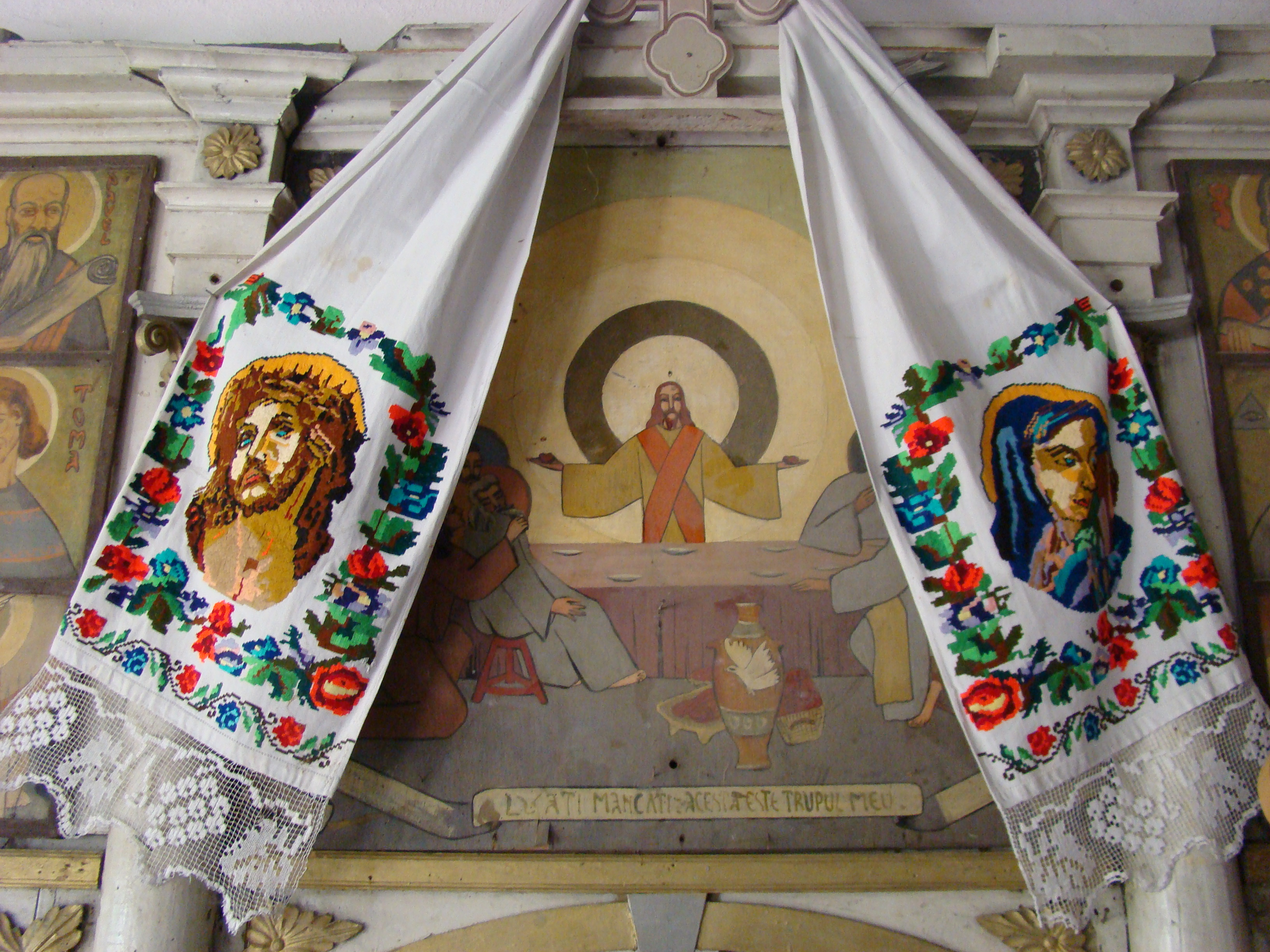
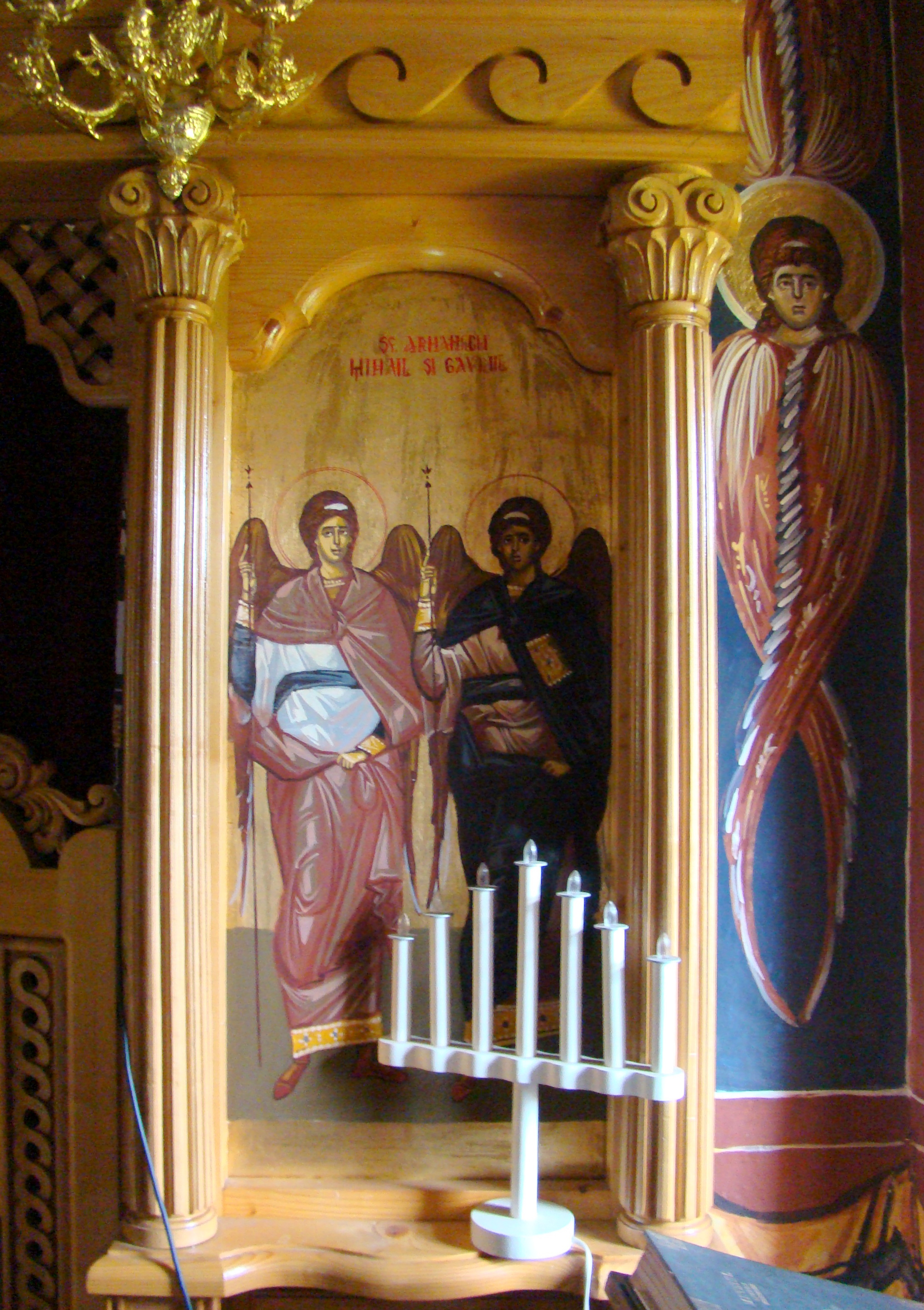
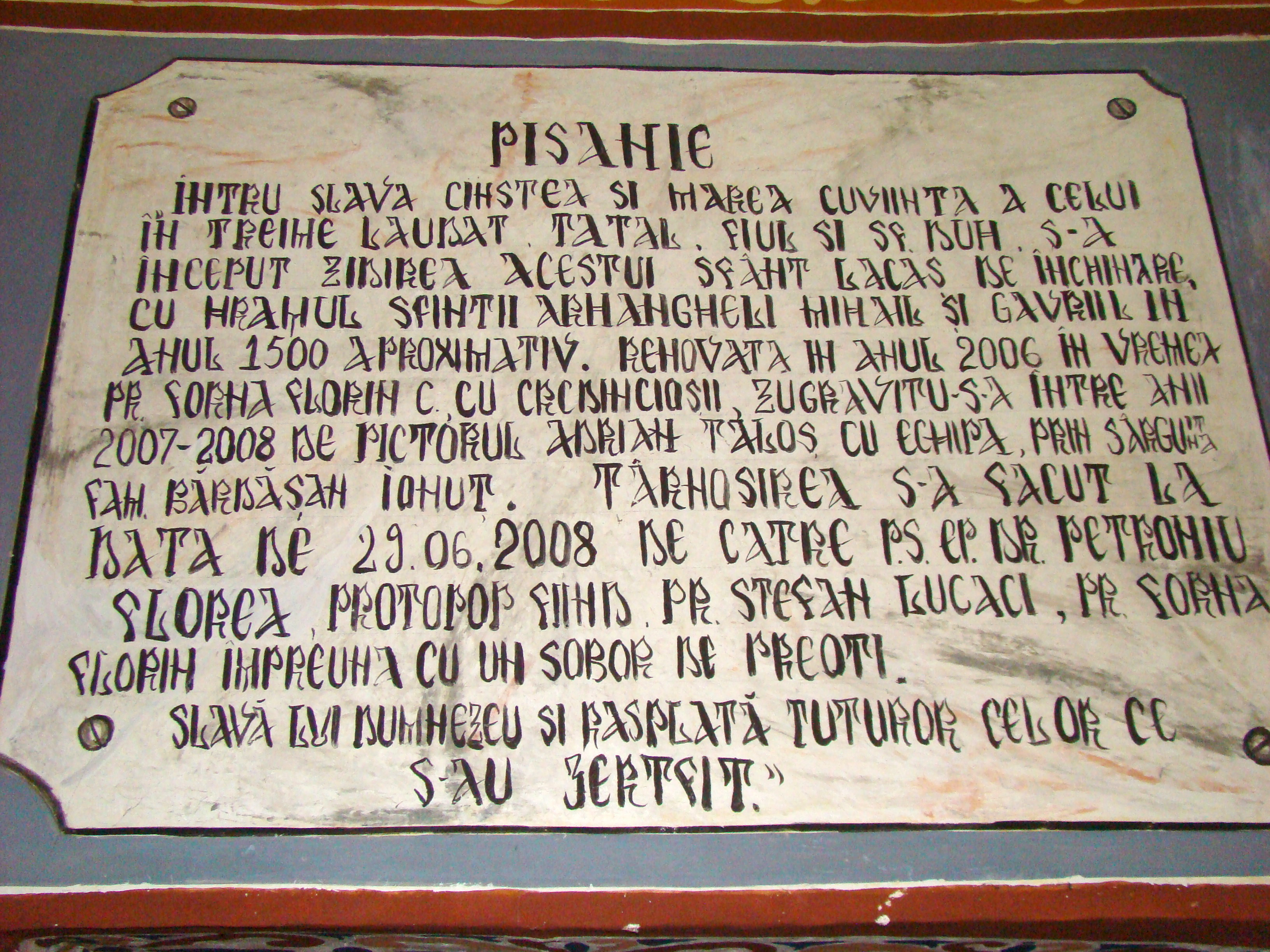